# Tendzin Gyaco
Dzsepcun Dzsampal Ngagvang Loszang Jese Tendzin Gyaco (olykor Gjaco átírással is), született Lhamo Donrup (tibeti: ལྷ་མོ་དོན་གྲུབ་; Wylie: Lha-mo Don-grub), (Takcer, 1935. július 6. –) a tizennegyedik dalai láma, a tibeti emigráns kormány egykori vezetője, akinek rezidenciája az indiai Dharamszala városában található. A karmapák mellett ő a tibetiek legfőbb spirituális vezetője, akit úgy is neveznek, hogy Gyalva rinpocse („drága győztes”) vagy Jise norbu („kívánságteljesítő drágakő”). A tibeti buddhizmus felfogása szerint bódhiszattvaként tekintenek rá, aki – elődeihez hasonlóan – Avalókitésvara bódhiszattva megtestesüléseként (manifesztációjaként) született e világra. Ő a tibeti buddhizmus gelug iskolájának vezetője, amelyet formálisan a ganden tripa irányít. 1959-ben Tibet központi kormánya, a Ganden Podrang, ideiglenesen a dalai lámát bízta meg vezetői tisztséggel. 1959. április 29-én a dalai láma felállította a Központi Tibeti Adminisztrációt, amely jelenleg Dharamszalában székel.  2011-ben a dalai láma teljes egészében visszavonult politikai tisztségétől, ezzel megkezdődött a demokratikus kormányzás.
Tendzin Gyaco ötödik gyermekként született egy tizenhat gyermekes családba (csak hét érte meg a felnőttkort) Takcer faluban, amely ma a kínai Csinghaj tartományához tartozik. Első nyelvként az amdói dialektust sajátította el. Kétéves korában ismerték el a 13. dalai láma tulkujaként, vagyis újjászületéseként. Tizenöt éves korában, 1950. november 17-én, egy hónappal a kínai hadsereg tibeti megszállása után dalai lámaként trónra lépett, ezzel a régió legfontosabb vallási vezetőjévé és politikai uralkodójává lett.
1959-ben, egy sikertelen felkelést követően, a tibeti ellenállási mozgalom összeomlása után a dalai láma Indiába menekült. 1951-ben pekingi küldöttsége katonai nyomásra jóváhagyta a Tizenhétpontos egyezményt, amelynek következtében országa a Kínai Népköztársaság részévé vált. Indiában emigráns kormányt állított föl. A 80 000 főt számláló menekültcsoporttal együtt, akik követték őt a száműzetésbe, Tendzin Gyaco igyekszik megőrizni a hagyományos tibeti oktatást és kultúrát. A kínai kormány, amely 1959-ben megszállta Tibetet, továbbra is úgy tekint rá, mint egy elavult teokratikus rendszer szimbólumára.
Tendzin Gyaco gyakran értekezik világi és vallási vezetőkkel, filozófusokkal és tudósokkal, valamint tibeti buddhista tanításokat ad világszerte. Figyelme kiterjed a környezetvédelemre, a közgazdaságtanra, a női egyenjogúságra, az erőszakmentességre, a vallásközi párbeszédekre, a fizikára, a csillagászatra, a nyugati tudományokra és a kognitív idegtudományra. Világszerte híres előadó, gyakran karizmatikus egyéniségként jellemzik. Ő az első a dalai lámák sorában, aki nyugatra utazott, hogy a buddhista tanításokat hirdesse, és hangsúlyozza az etika és az egyetemes felelősségtudat, valamint a vallások közötti párbeszéd fontosságát. 1989-ben neki ítélték a Nobel-békedíjat. Sorban tüntették ki egyetemek és nemzetközi szervezetek elismerő címekkel és díjakkal, 2006-ban például tiszteletbeli kanadai állampolgárságot kapott, 2007. október 7-én pedig az Amerikai Egyesült Államok Kongresszusi Aranyéremmel tüntette ki. A dalai láma Tibeten kívül több mint százötven tiszteletbeli címet és díjat kapott.
A 14. dalai láma eddig hét alkalommal járt Magyarországon. Legelőször 1982-ben, majd 1990-ben, 1992-ben, 1993-ban, 1996-ban, 2000-ben és 2010-ben.

## Gyermekkora

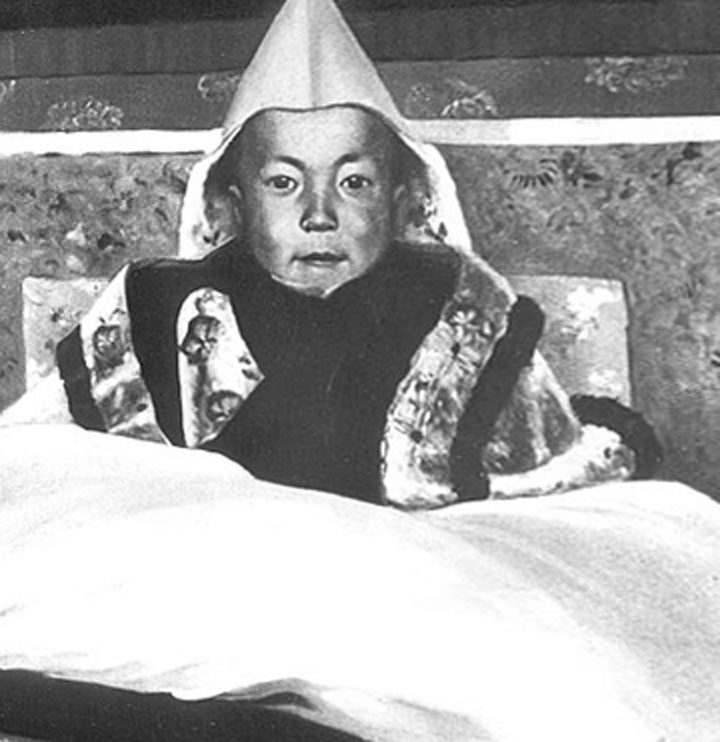
Tendzin Gyaco gyermekkorában

Lhamo Donrup (vagy Lhamo Thondup – szó szerint: „kívánság teljesítő istennő”) 1935. július 6-án született egy paraszti családba Takcer („üvöltő tigris”) faluban, a tibeti Amdó régióban, amely politikailag 1928 óta a kínai Csinghaj tartomány részét képezte. Egyike volt a család hét gyermeke közül, akik túlélték a gyermekkort (összesen 16 gyermeket szült édesanyja). A fiatal Lhamónak két lány- és négy fiútestvére volt. A szülei főleg hajdinát, árpát és burgonyát termesztettek. Édesapja közepes termetű, temperamentumos ember volt. Legidősebb nővére, Cering Dölma tizennyolc évvel volt idősebb nála. Legidősebb bátyját, Tubten Dzsigme Norbut nyolcéves korában ismerték el egy magas rangú láma, Takcer rinpocse reinkarnációjaként. Egyetlen húga, Ama Dzsecün Pema az 1997-ben készült Hét év Tibetben című filmben édesanyjukat alakította, és szinte teljes felnőtt életét a Tibeti gyermekfalvak projekttel töltötte. A gyermek dalai láma első nyelve az ő szavaival „egy tört hsziningi nyelv volt, amely a kínai egyik dialektusa”, ugyanis a családja nem beszélte a tibeti nyelvet.
A tibetiek a dalai lámákat elődeik reinkarnációjának tartják a hagyomány szerint, akik mindannyian Avalókitésvara bódhiszattva emberi megtestesülései. Még hároméves sem volt a fiú, akit később tizennegyedikként ismertek el, amikor a kormány a dalai láma fölkutatására útnak indított egy bizottságot. Azt mondják, hogy több másik előjel mellett a 13. dalai láma bebalzsamozott testének dél felé fordított feje holtában északkelet felé fordult, ezzel mintegy kijelölve az irányt, hogy merre keressék utódját. Hitük szerint általában kilenc hónaptól két évig terjedő idő telik el a dalai láma halála és a reinkarnáció megszületése között. 1475 óta, amikor az első dalai láma 84 éves korában elhunyt, az új lámák maximum kétéves szünetekkel születtek, de sokszor még egy év sem telt el. Éppen ezért az akkori régenst, az 5. reting rinpocsét különösen aggasztotta, hogy az új reinkarnációt sehonnan sem jelentették még. Ezért a Lhászától 150 kilométerre fekvő tóhoz, a Lhamo La-co környékére ment további jelek után kutatni. A szent tónál látomása volt, amely arra utalt, hogy Amdó környékén kell folytatnia a keresést, és egy keskeny ösvény végén lévő földszintes ház után kell kutatnia esőcsatornával. A kiterjedt keresés végül a Donrup-házhoz vezetett, aminek paraméterei nagyon hasonlítottak a régens vízióihoz.
A kisfiúnak különféle, egymáshoz nagyon hasonló relikviákat, köztük játékszereket is mutattak (például málákat, botokat, elefántcsont dobokat), melyek egy része hajdanán a 13. dalai lámáé volt, más részük viszont nem. A vizsgálódás során senkinek nem mondták el, hogy kinek a reinkarnációját keresik a kis tibeti fiúban. A fiú minden egyes tárgyat helyesen azonosított, amelyek a korábbi dalai lámáéi voltak, és közben fel-felkiáltott: „Ez az enyém! Ez az enyém!”

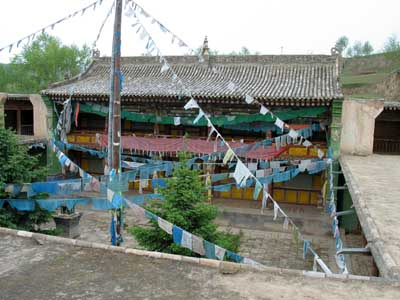
A 14. dalai láma szülőháza Takcer faluban

Lhamo Donrupot hivatalosan is elismerték a reinkarnálódott dalai lámaként, és a Dzsepcun Dzsampal Ngagvang Loszang Jese Tendzin Gyaco (jelentése: szent egyetlen, gyengéd dicsőség, magasztosan szóló, könyörületes, a hit tanult védője, erényekkel ékes ragyogó óceán) vallási nevet kapta. A tibeti buddhisták általában jisinorbuként (jelentése: kívánságteljesítő ékkő) vagy kjabdróként (jelentése: megváltó) hivatkoznak rá, vagy csak egyszerűen Kundunnak (jelentése: jelenlét) hívják. Követői leggyakrabban „Őszentsége, a dalai láma” néven szólítják, és ezt a megszólítást alkalmazzák a dalai láma hivatalos honlapján is.
Hatéves korától kolostori oktatásban részesült, fő oktatói Jongdzin Ling rinpocse (idősebb tanára) és Jongdzin Tridzsang rinpocse (ifjabb tanára) voltak. A dalai lámának szánt tananyag megegyezett bármely, buddhista doktorátusra vágyó szerzetes tananyagával. A nagyobb tantárgyak közé tartozott a tibeti művészet és kultúra, a szanszkrit nyelv, az orvoslás és buddhista filozófia (a bölcsesség tökéletessége (pradzsnyápáramita), a középút filozófiája (mádhjamika), a szerzetesi fegyelem kánonja (vinaja), metafizika (abhidharma), valamint logika, illetve episztemológia (pramána). Az öt kisebb tárgy volt a stilisztika, a zene és dráma, az asztrológia, versmérték és verselés, valamint lexikográfia. Az év nagy részét a Potala palotában töltötte, de minden évben kora tavasszal átköltözött a Norbulingkába. 11 éves korában találkozott az osztrák hegymászó Heinrich Harrerrel, amikor Lhászában egy távcsövön keresztül szemlélődve észrevette őt a tömegben. Harrer az ifjú dalai láma eredményes oktatójának bizonyult, és a Tibeten kívüli világról tanította a fiatal fiút. Egészen 2006-ig, Heinrich Harrer haláláig barátok maradtak.
1954-ben, az éves monlam imafesztivál, a nagy ima ünnepe idején a lhászai Dzsokhang templomban, Csenrezig szobra előtt megkapta a buddhista bhiksuvá (szerzetessé) való teljes fölavatást. 1958 nyarának végén kolostori záróvizsgáinak letételére először a Drepung, majd a Szera kolostorba utazott. Több napon át a két egyetem legjobb tudósaival kellett vitatkoznia. Sikeres vizsgát tett, és az egyik apát szerint kimagasló teljesítményt érhetett volna el, ha ugyanolyan körülmények között tudott volna felkészülni, mint egy átlagos szerzetes, és nem zavarja tanulmányait a Kínával való konfliktus.

## Élete dalai lámaként

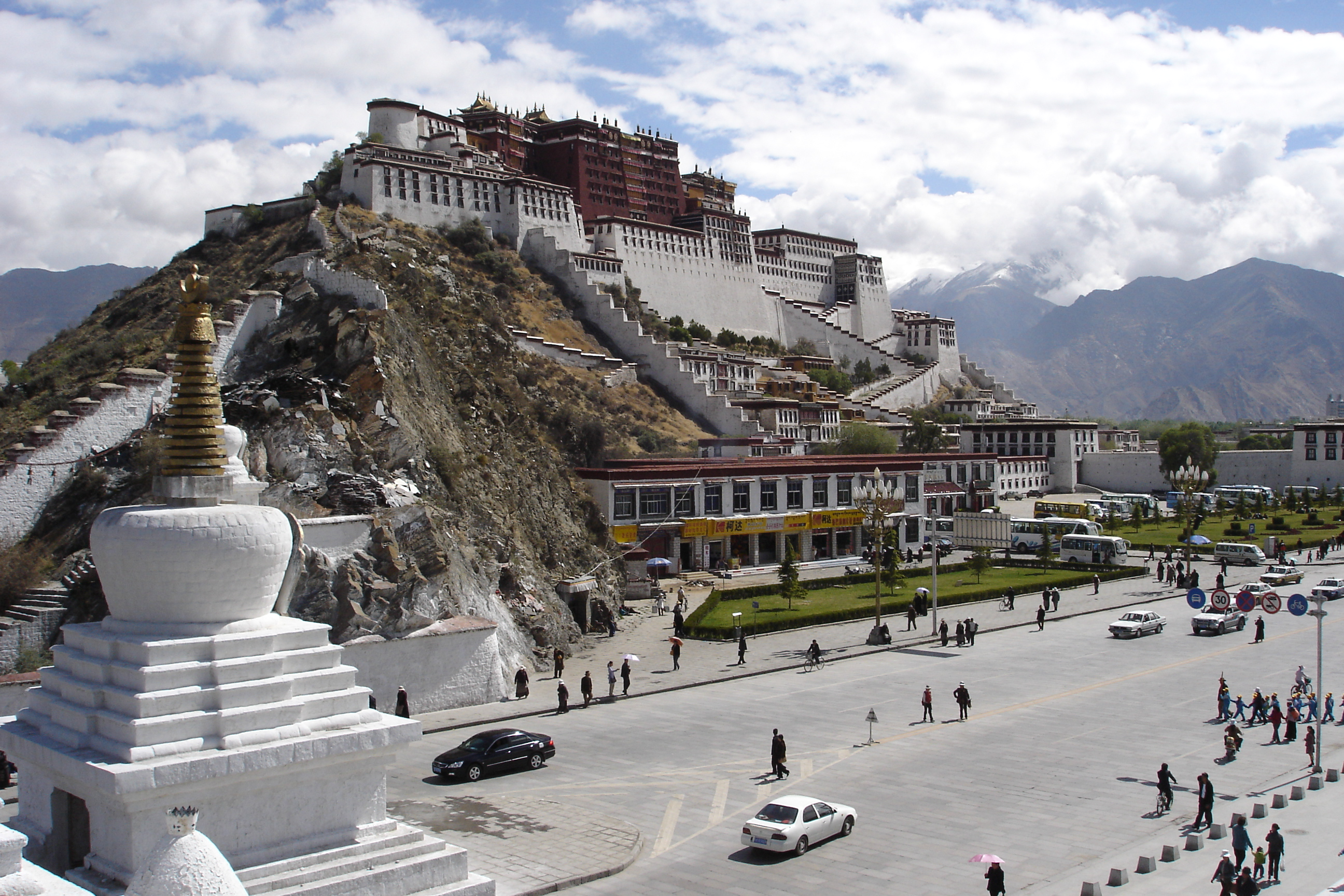
A lhászai Potala palota, melyet az UNESCO a világörökség részének nyilvánított 1994-ben

Amellett, hogy az első számú vallási vezető volt Tibetben, a dalai láma egyben hagyományosan az ország abszolút politikai uralkodója is volt. Azelőtt, hogy a 14. dalai lámát hivatalosan beavatták volna tisztségébe, 1950 októberében a Kínai Népköztársaság 80 000 fős hadserege behatolt az országba, könnyedén áttörve a 8500 fős tibeti védelmi vonalat. Kissé sietve, 1950. november 17-én avatták be hivatalába a 15 éves lámát, Dzsepcun Dzsampal Ngagvang Loszang Jese Tendzin Gyaco néven, ezzel immár ő lett Tibet spirituális és világi vezetője. Hatalomra kerülésének egyik első intézkedése az volt, hogy amnesztiát hirdetett az országban, így minden rabot kiengedtek a börtönökből. Ezután kinevezett két új miniszterelnököt, akikkel együtt küldöttségeket szerveztek a nyugati országokba, köztük az Egyesült Államokba, az Egyesült Királyságba és Nepálba, hogy rávegyék őket, hogy avatkozzanak be a Tibettel szembeni erőszak megállítása érdekében. Követet küldtek Kínába is annak reményében, hogy tárgyalásokat kezdeményezzenek Kína Tibetből való kivonulásáról. A tárgyalások vége az lett, hogy 1951 áprilisában erőszakkal aláíratták az általuk „tibeti önkormányzatnak” nevezett küldöttséggel az úgynevezett Tizenhétpontos egyezményt, amely kimondja, hogy Tibet békésen átadja területeit a Kínai Népköztársaság részére. Ezt követően úgy döntöttek, hogy biztonságosabb, ha a dalai láma egy Indiához közeli, Szikkimmel  határos déli területre, a Csumbi-völgyi Dromóba utazik, mert onnan könnyebb elmenekülni, ha súlyosabbra fordul a kínai nyomásgyakorlás. A következő hét hónapot a völgyben töltötte a tibeti vezető, és csak 1951 augusztusában tért vissza Lhászába.

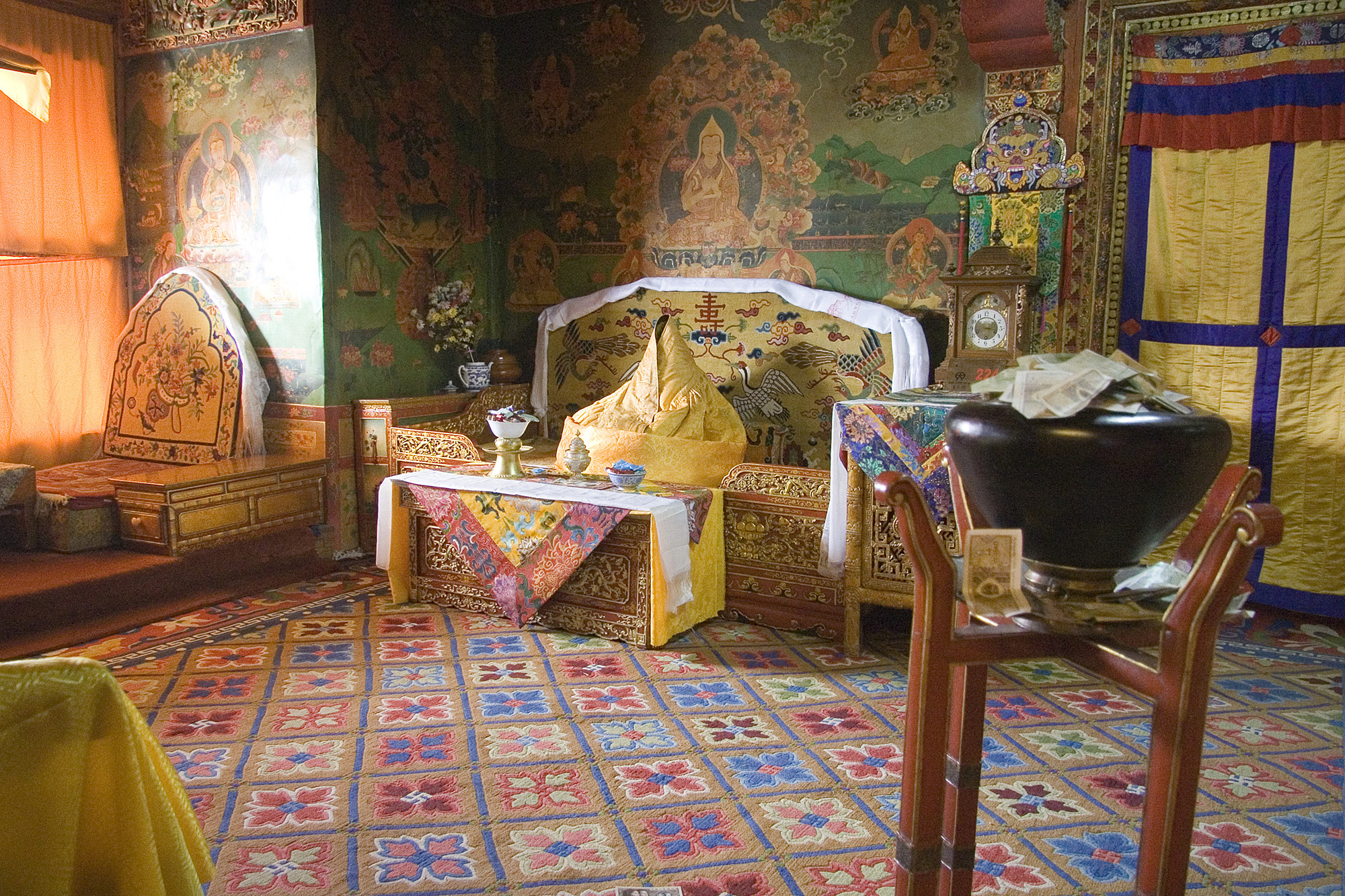
A dalai láma rési lakosztálya a Potalában. Az üres szerzetesi öltözék távollétét szimbolizálja

1954 júliusában a dalai láma Kínába látogatott, hogy béketárgyalásokba kezdjen a kínai vezetőkkel. Közel egyéves tartózkodása során találkozott többek között Mao Ce-tunggal, Csou En-lajjal és Teng Hsziao-pinggel. A kínai vezetők igyekeztek rávenni a dalai lámát egy 46 fős bizottság felállítására, amely megalapítaná az autonóm Tibetet. Valójában a küldöttséget azzal a szándékkal hozták létre, hogy aláássa a dalai láma tevékenységét és megerősítse a kínai uralmat.
1956-ban meghívták a dalai lámát Buddha halálának 2500. évfordulója alkalmából szervezett ünnepségre, Indiába. A pár hónapos ott tartózkodása során találkozott az indiai miniszterelnökkel, Dzsaváharlál Nehruval, hogy megsürgesse India nyomásgyakorlását Kínára egy tibeti autonóm kormány létrehozásához, mivel Tibet kapcsolatai Kínával nem bizonyultak sikeresnek. Nehru nem akarta, hogy tovább nőjön a feszültség India és Kína között, ezért arra ösztönözte a dalai lámát, hogy térjen vissza hazájába, és próbáljon meg együttműködni a kínaiakkal a Tizenhét pontos egyezmény alapján. Tendzin Gyaco utolsó szerzetesi vizsgáját Lhászában tette le (gese tudományos fokozat) 1958–1959 telén.
Tibetben az általános nyugtalanság fokozódott, és a kínaiak egyre sűrűbben vetettek be erőszakos eszközöket a tömegek megfékezésére. 1959 márciusában tízezrek gyűltek össze a nyári palotánál attól félve, hogy a kínaiak el akarják rabolni a dalai lámát. Végül március 17-én szökött el a katonai álruhába öltöztetett dalai láma kísérőivel együtt az egyre fokozódó fizikai atrocitások elől. Egy 14 napos, embert próbáló utazás után, március 31-én érték el az indiai határt.

### Száműzetés Indiába

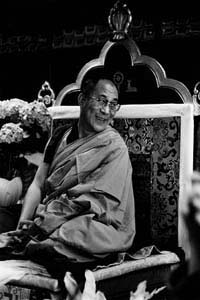
A 14. dalai láma 1988-ban

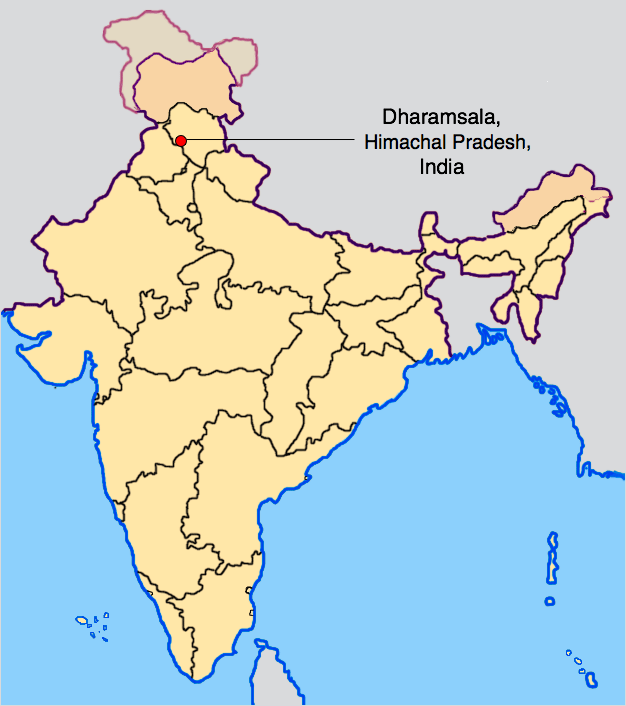
Dharamszala elhelyezkedése Indiában

Az indiai kormány segítséget nyújtott a tibeti menekültek számára. Új területük az észak-indiai Dharamszala városa volt. Nehru miniszterelnökkel megállapodtak, hogy az indiai oktatásügyi minisztériumon belül létrehoznak egy tibeti oktatással foglalkozó független társaságot. 1959. június 20-án a dalai láma összehívott egy sajtótájékoztatót, amelyen érvénytelennek nyilvánította a kínai vezetők által törvénytelen eszközökkel kierőszakolt és hamisított pecséttel ellátott 17 pontos megállapodást. Radikális változások történtek az adminisztráció területén is. A száműzetésben felállított ideiglenes tibeti kormányban helyet kaptak vadonatúj minisztériumok, például oktatási, információs, családügyi, biztonságügyi, vallásügyi és gazdasági minisztérium. A menekültek száma közben elérte a 30 000 főt, akiket sátrakban szállásoltak el. 1960. március 10-én, mielőtt a mintegy nyolcvan tagú Központi Tibeti Adminisztráció elhagyta volna Dharamszalát, a dalai láma a következő hivatalos közleményt adta ki, a tibeti felkelésre megemlékezve:
Ezen első alkalommal fontosnak tartom elmondani, hogy az embereink hosszútávú gondolkodással tekintsenek a tibeti helyzetre! A velünk együtt száműzetésben élőknek azt mondtam, hogy a legfontosabb az, hogy telepítsük át és folytassuk a kulturális hagyományainkat. A jövővel kapcsolatban azt hiszem, hogy a mi fegyverünk az igazság és a bátorság, amelyek által mi tibetiek végül visszanyerjük majd Tibet szabadságát.
1963-ban a dalai láma megfogalmazta fiatal kormánya új alkotmányát, amelyet számos reform követett. A reformok után kialakult új alkotmánynak a „Száműzött tibetiek alaptörvényei” címet adták. A szabályzat szólásszabadságot, vallásszabadságot, gyülekezési szabadságot, illetve a személyek szabad mozgását mondja ki. 1990-ben a dalai láma új demokratikus választásokat szorgalmazott, amelynek értelmében a tibeti minisztertanács (Kasag) tagjait már nem a dalai láma jelöli ki, hanem demokratikusan választják meg. 1992-ben a száműzetésben lévő kormány külön alkotmánytervet dolgozott ki a jövőbeli szabad Tibetre vonatkozóan. 2011-ben, többéves előkészítés után, a dalai láma önként lemondott világi tisztségéről.

### Külföldi kapcsolatok

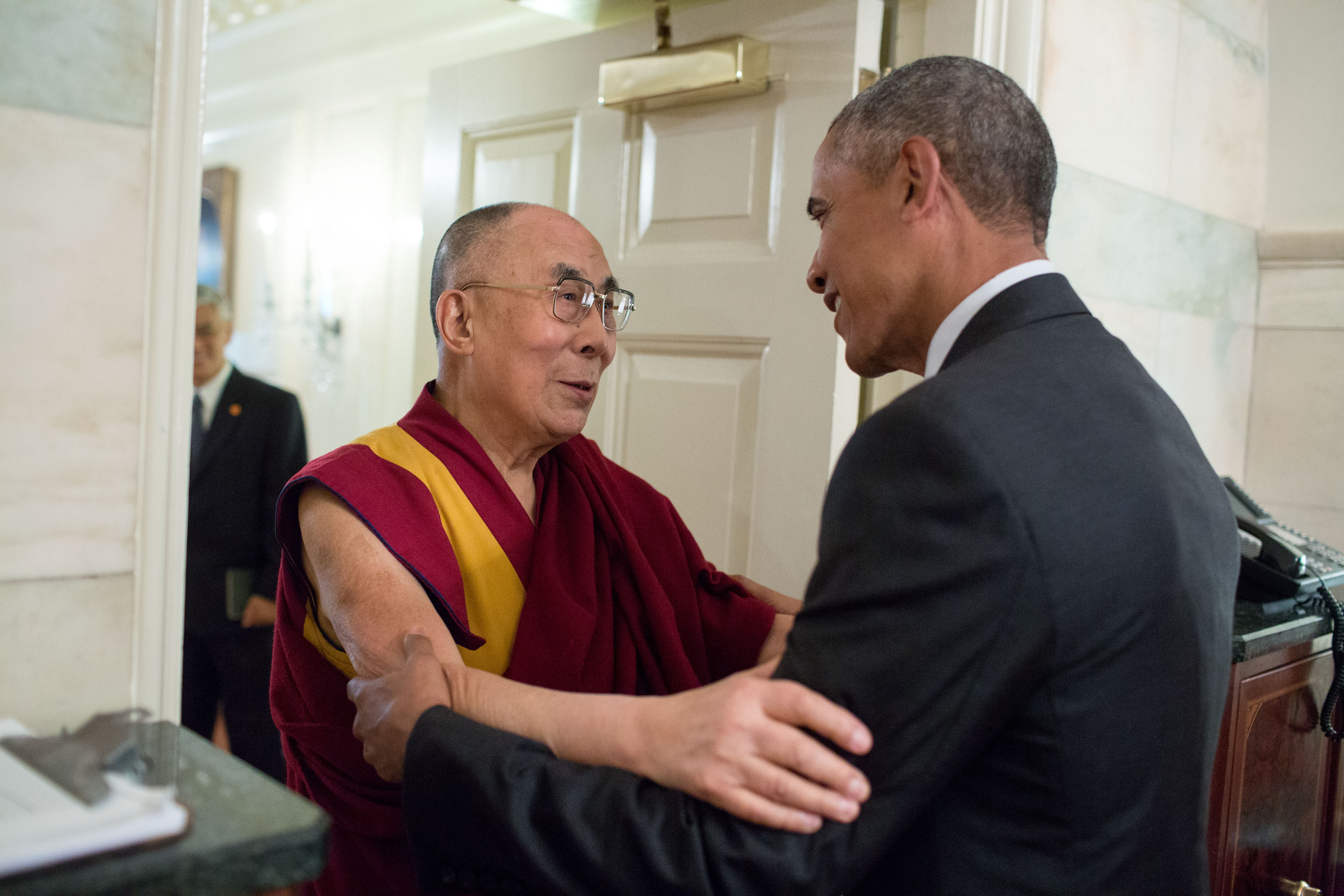
A dalai láma Barack Obama amerikai elnökkel a Fehér Házban, 2016-ban

1967 óta a dalai láma számos látogatást tett különböző országokban. Gyakran tart vallási és egyetemes értékű világi beszédeket is. Találkozott VI. Pál pápával a Vatikánban 1973-ban, II. János Pál pápával 1980-ban, majd 1982-ben, 1986-ban, 1988-ban, 1990-ben és 2003-ban. II. János Pál rendkívül nagy hatással volt rá, önéletrajzában így ír róla: „Nagy szellemi vezető, nem fér hozzá kétség; aki merénylőjét képes testvérének nevezni, mint II. János Pál, az nagy lelki-szellemi magasságokba jutott”. Szintén nagy hatással volt rá Teréz anya is.
1990-ben Dharamszalában egy zsidó tanárokból álló küldöttséggel találkozott, hogy kiterjedt vallásközi párbeszédet folytasson velük. Azóta háromszor látogatott el Izraelbe, és 2006-ban találkozott az izraeli askenázi főrabbival Yona Metzgerrel. 2006-ban magánmegbeszélést folytatott XVI. Benedek pápával. Találkozott továbbá a későbbi canterburyi érsekkel, Robert Runcie-val és az anglikán egyház más vezetőivel Londonban, Gordon B. Hinckley-vel, Az Utolsó Napok Szentjeinek Jézus Krisztus Egyházának (mormonok) későbbi elnökével, mint ahogy az ortodox egyház, a muszlimok, a hinduk, a zsidók és a szikhek vezető tisztviselőivel is.
A pekingi olimpia felfutása idején a dalai láma az Egyesült Államok felé tartó útja során Japánba látogatott 2008. április 10-én, miközben szerte a világban nagy tiltakozások követték az eljárást, ahogy a kínaiak kezelték a tibeti zavargásokat. A dalai láma, akit Peking a zavargások egyik felbujtójának titulált, nyugalomra intette a népet, de a tiltakozások csökkenésének csak kevés jele mutatkozott. A dalai láma kijelentette, hogy nem támogatja a 2008. évi nyári olimpiai játékok bojkottját. Japán kormánya viszonylag semleges maradt a Tibetben alkalmazott erőszak megítélése szempontjából, és Peking iránti tiszteletből hivatalosan nem foglalkozik a dalai lámával. Tokió azonban biztosítja a vízum megadását a spirituális vezetőnek, aki viszonylag sűrűn látogatja Japánt.
A dalai láma számos alkalommal tartott beszédet az Európai Parlamentben. Több ízben kapott meghívást a Fehér Házból, így többször is találkozott az Amerikai Egyesült Államok elnökével. Legutoljára 2014. február 21-én Barack Obama elnökkel találkozott Washingtonban.
2008. december 17-én, több hónapos elmélkedés után kijelentette, hogy félig kilátásba helyezi nyugalomba vonulását. Azt mondta, hogy annak a mozgalomnak a sorsa, melynek élén csaknem öt évtizeden keresztül állt, most már a Szamdong rinpocse miniszterelnöksége alatt megválasztott menekült kormány kezében van. A Nobel-díjas vezető, aki nem sokkal korábban műtétre szorult, Dharamszalában azt mondta a riportereknek: „Megöregedtem… Jobb lesz, ha teljesen nyugalomba vonulok és félreállok a tibeti mozgalom útjából.” 2011. március 10-én lemondott a tibeti emigráns kormány vezetéséről, átadva a miniszterelnöki (kalon tripa) posztot Loszang Szengének.

### Vallásközi dialógusok

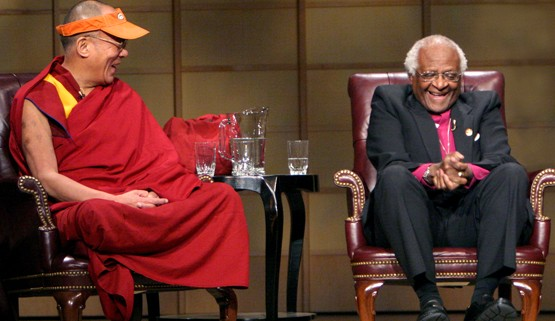
A dalai láma és Desmond Tutu érsek, Nobel-békedíjasok, 2004

1973-ban a dalai láma találkozott VI. Pál pápával Vatikánban. II. János Pál pápával többször is találkozott: 1980, 1982, 1986, 1988, 1990 és 2003. 1990-ben Dharamszalában fogadott egy zsidó tanítókból álló küldöttséget. Azóta háromszor is ellátogatott Izraelbe, és 2006-ban találkozott Izrael főrabbijával. Ugyanebben az évben négyszemközti beszélgetésen vett részt XVI. Benedek pápával. Londonban találkozott Robert Runcie canterbury érsekkel és más anglikán egyházi személyekkel, valamint egyéb ortodox keresztény, iszlám, hindu, zsidó, és szikh vezetőkkel. A dalai láma jelenleg is tagja az Elidzsah Vallásközi Intézet részeként létrehozott Világ vallási vezetői tanácsának (Board of World Religious Leaders), és részt vett a 2007-es tanácskozáson, Amritszárban (India). A tanácskozás témája a szeretet és a megbocsátás volt.
2009. január 6-án a nyugat-indiai Gudzsarát állambeli Mahuva városban a dalai láma nyitotta meg a vallásközi „Világvallások – párbeszéd és szimfónia” konferenciát, amelyet a hindu Morari Bapu hívott össze. Az eseményen a főszervező szerint „olyan módokat kerestek, amelyek által a fő vallások viszályait lehetne kezelni”. Morari Bapu szerint bizonyos esetekben a modern tudományos eredményeket kell alapul venni a nem bizonyított vallási babonák eloszlatásához.
A dalai láma – több buddhista tudóssal együtt – 2010. május 12-én az amerikai Indiana állambeli Bloomington városban megnyitotta a „Közös nevező” elnevezésű projektet (Common Ground Project), amelyet a jordániai Ghazi bin Muhammad herceggel együtt terveztek éveken át, személyes találkozásaik alkalmával. A projekt egy könyvre épül: Közös nevező az iszlám és a buddhizmus között (Common Ground between Islam and Buddhism).

### Oktatási tevékenysége és előadásai

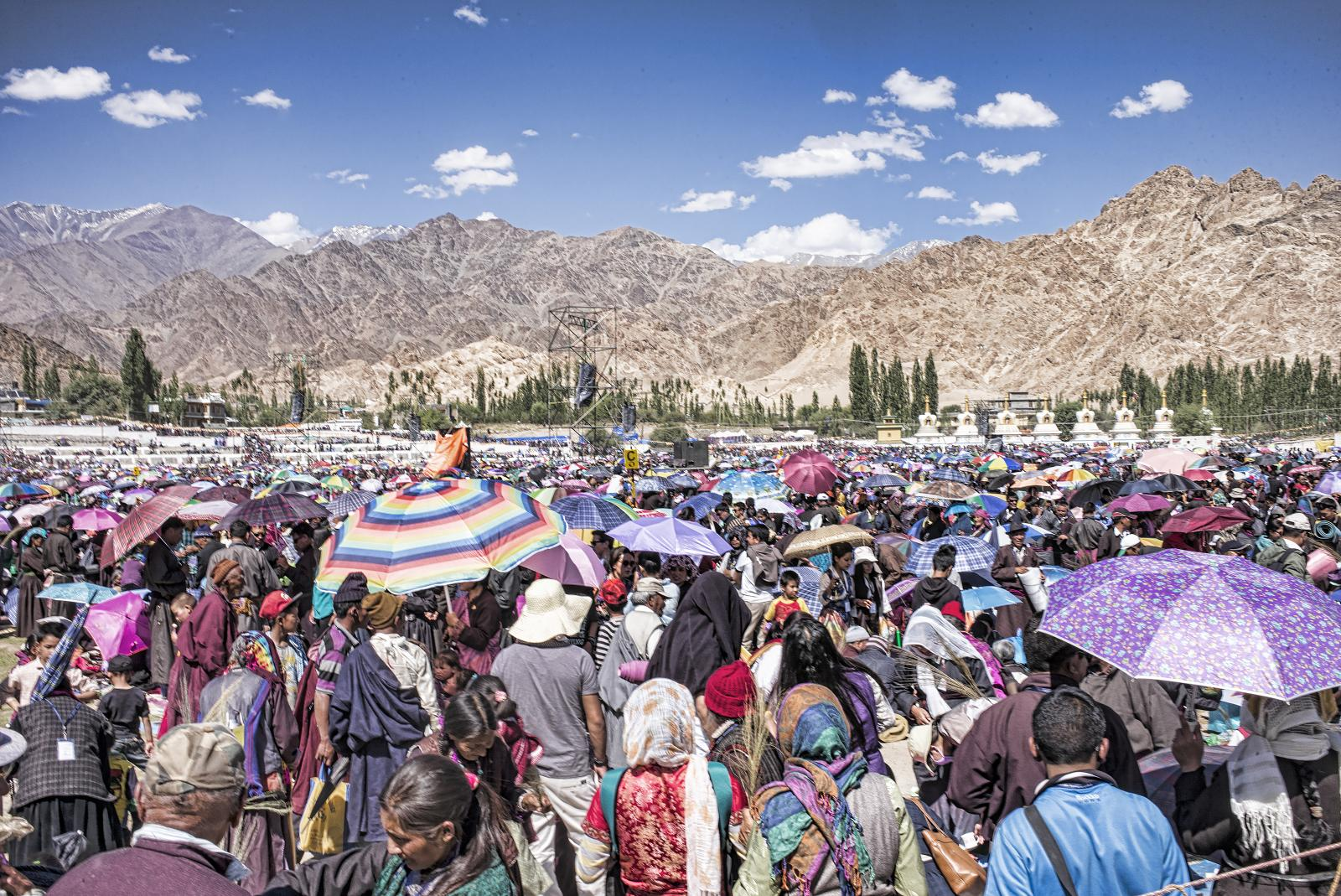
Kálacsakra beavatás Ladakban, 2014-ben

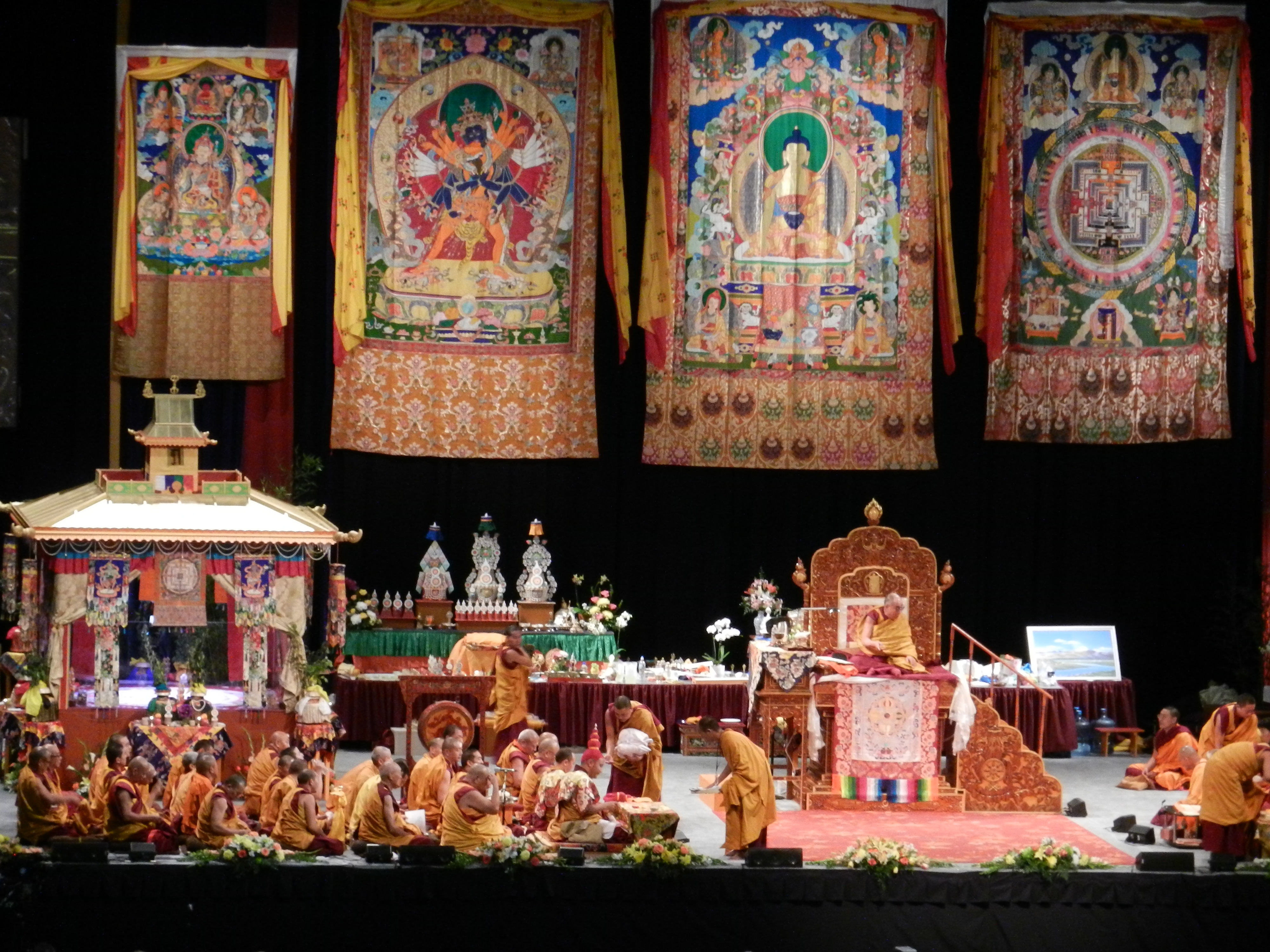
A dalai láma a kálacsakra beavatás alkalmával Washingtonban – 2011-ben

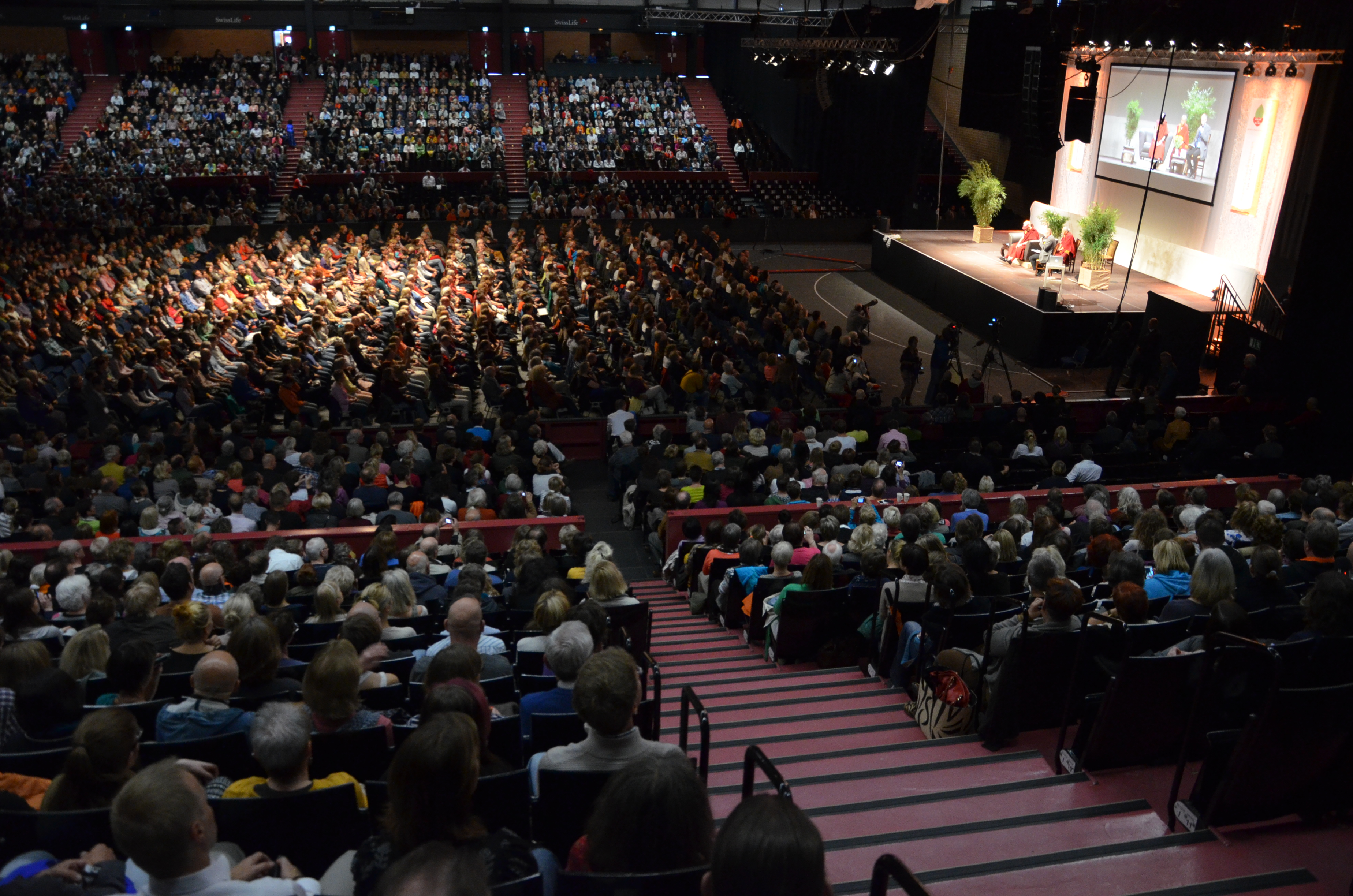
A dalai láma előadása a németországi Hannoverben, 2013-ban

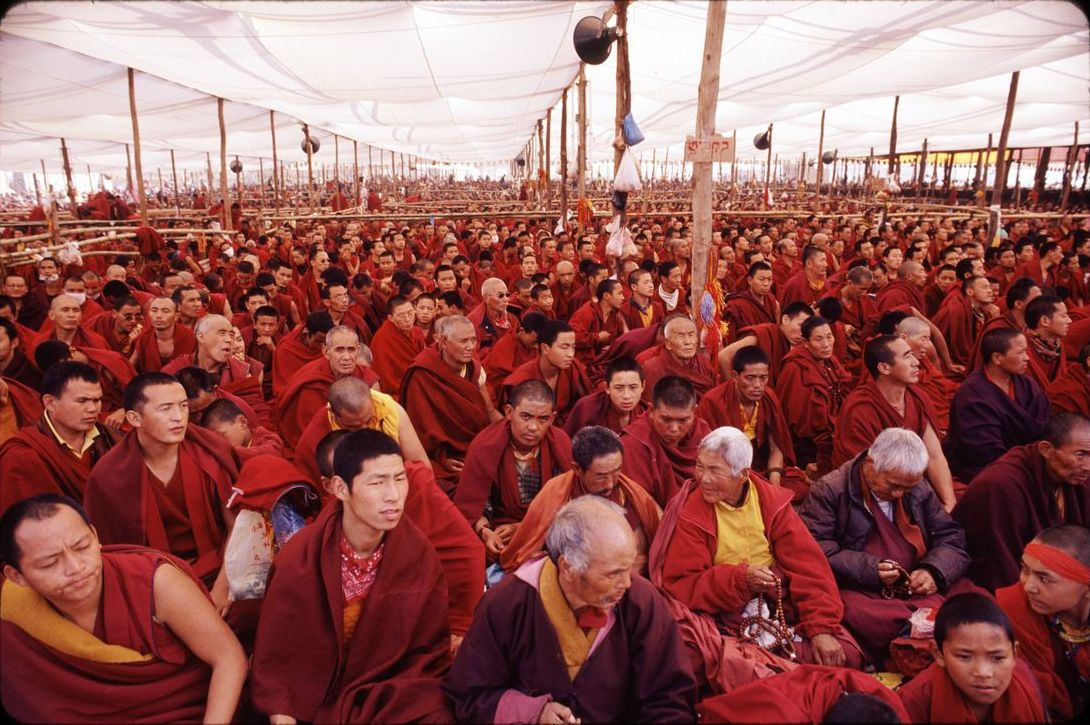
Kálacsakra beavatás az indiai Bodh-Gajában, 2005-ben

A 14. dalai láma előadásokat és nyilvános beszédeket tart az év minden időszakában, különböző helyszíneken. Az indiai rendezvények a nagyközönség számára ingyenesen látogathatók, Indián kívül azonban általában belépőjegyet kell váltani az előadásokra. Az ezekből bejövő összegek a dalai láma látogatásával és a rendezvénnyel kapcsolatos költségeket fedezik. A dalai láma egyik fő tevékenysége, hogy felkérések esetén előadásokat tart a világ minden táján hatalmas létszámú buddhista és nem buddhista közönségek számára, a rendezők által kért témában, amelyeken keresztül rendszerint megoszthatja gondolatait az egyetemes értékekről, a vallásharmóniáról és a tibeti kultúra értékeiről. Ezen felül kisebb csoportok is szoktak kérni találkozót tőle, akiket az indiai rezidenciáján szokott fogadni és ezek számára belsőbb hangvételű tanítást szokott adni. Annak ellenére, hogy 2015-ben betöltötte a 80. életévét, a dalai láma programja továbbra is viszonylag sűrű, amely nem nélkülözi a hosszú fárasztó utazásokat sem. Előadásait és tanításait a meghívó szervezetek weblapjain keresztül rendszeresen közvetítik élőben, ahol a tolmácsolásnak köszönhetően gyakran különböző nyelvek közül is lehet választani. A korábbi előadásokat, konferenciákat, interjúkat és párbeszédeket is vissza lehet nézni.
A dalai láma a tibeti naptár első hónapjának 16. napján – amely általában februárra vagy márciusra szokott esni – tartja az éves tavaszi tanításait (a monlam tanításokat) a dharamszalai főtemplomban. A tanítási sorozat általában 15 napig tart, amely hivatalos tolmácsolásban hallgatható FM csatornán keresztül. Ezeket a népszerű tanításokat több ezer ember – tibeti és nem tibeti egyaránt – hallgatja. Az év folyamán a dalai láma rövidebb tanításokat ad különböző időpontokban. Az elmúlt években például különböző tajvani és koreai buddhista gyakorlók kérték fel, hogy tartson nekik külön előadásokat. Ezeket rendszerint FM csatornán keresztül lefordítják kínai vagy koreai nyelvre, illetve angolra. Az indiai téli hónapok alatt gyakran látogat Bodh-Gajába vagy a dél-indiai tibeti településekre, ahol szintén előad.
A tanítások mellett a dalai láma számos felhatalmazási és beavatási szertartáson vesz részt az év folyamán, amelyek általában egybeesnek egyéb tanításokkal is. A kálacsakra beavatás egy összetett és széles körű beavatási szertartás, amelyet 2005-ig 29 alkalommal tartott. Mindazonáltal mindig kihangsúlyozta, hogy a szertartásnál sokkal fontosabb, hogy a gyakorló vegyen részt a tanításokon és értse meg mélyebben a buddhista filozófiát. Ezeken túlmenően a dalai láma szívesen ad elő olyan témákban, amelyek közel állnak a szívéhez. A mintegy egyórás nyilvános előadások után általában lehetőség nyílik a hallgatóság számára, hogy kérdéseket tegyen fel neki. A dalai láma egyik legismertebb oktatása a Kálacsakra tantra, amelyet 2014-ig 33 alkalommal rendeztek meg, leggyakrabban India Himalájához közel eső régiójában, de akadtak rendezvények nyugati városokban is, mint például New York, Los Angeles, Washington, Barcelona, Graz, Sydney vagy Toronto. A kálacsakra (Időkerék) a buddhizmus egyik legösszetettebb tanítása, amely néha két hétig is eltart és rendszerint hatalmas hallgatóság előtt zajlik, akár egyszerre 200 000 ember előtt.
A 14. dalai láma nevében számtalan könyvet adtak ki, amelyek közül sok foglalkozik buddhista témákkal, vagy még specifikusabb témakörökkel, mint például a dzogcsen, egy nyingma gyakorlat, de akadnak olyan könyvek is, amelyekben a dalai láma saját, személyes véleményét osztja meg világi témákkal kapcsolatban.
A dalai láma gyakran fogad el meghívást a világ minden tájáról, hogy klasszikus buddhista szövegekkel kapcsolatos szövegmagyarázatokkal szolgáljon, általában a Nálanda hagyomány 17 nagy mestereinek műveiről van szó, mint Nágárdzsuna, Kamalasíla, Santidéva, Atísa, Árjadéva stb. A dalai láma ezen mesterek követőjének vallja magát, és gyakran kifejti, hogy valójában a tibeti buddhizmus az ősi Nálanda kolostor és egyetem hagyományaira épül, ugyanis az itteni tanítómesterek szövegeit szállították Tibetbe, majd fordították le tibeti nyelvre. Utazásai során a buddhista tanítások mellett nem buddhista témájú felkérései is előfordulnak olyan témákban mint a béke, a boldogság, a modern erkölcs, a környezetvédelem, gazdasági és társadalmi ügyek, a nemiség kérdése, stb.

### A három elkötelezettség

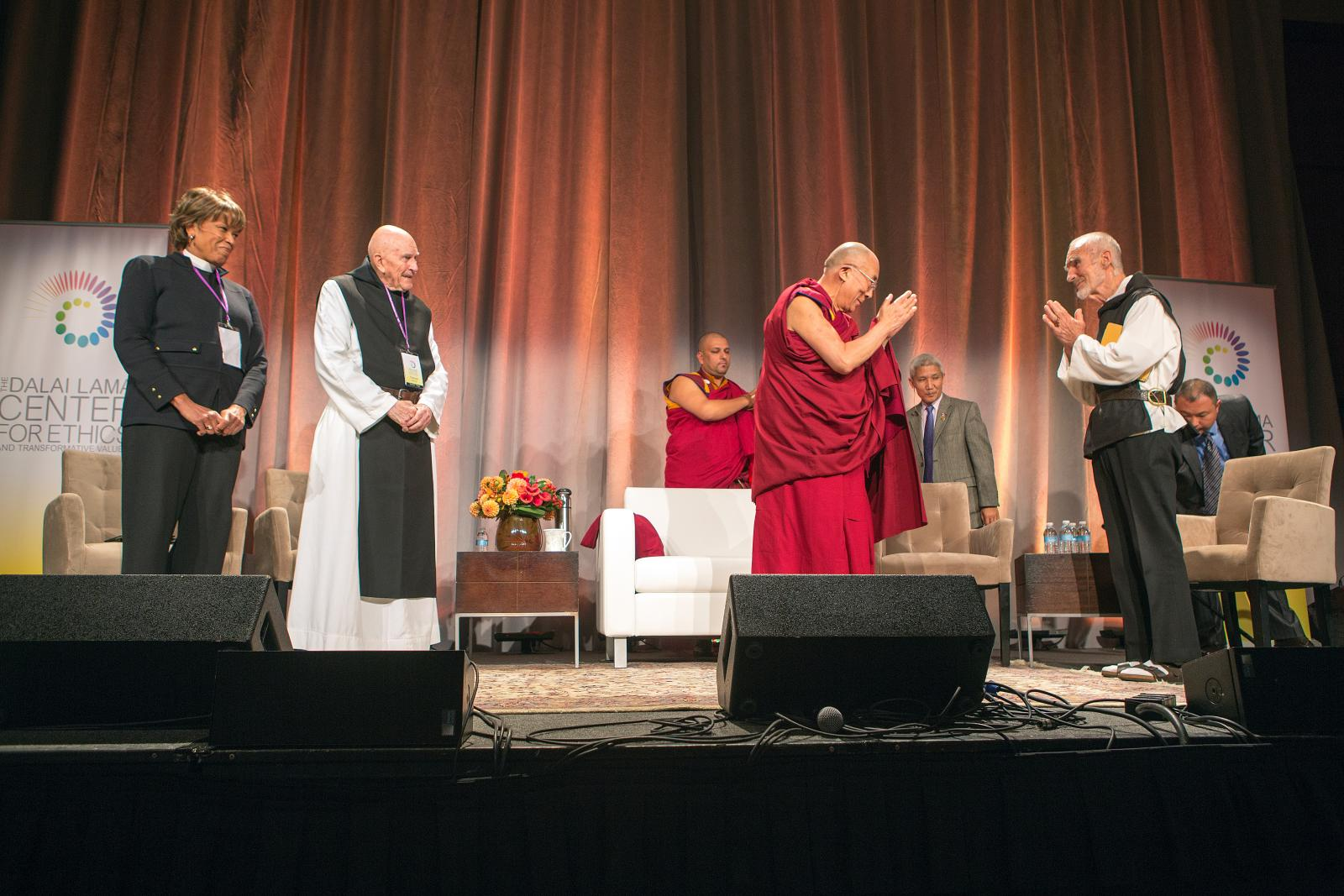
A dalai láma keresztény egyházi személyekkel – 2012

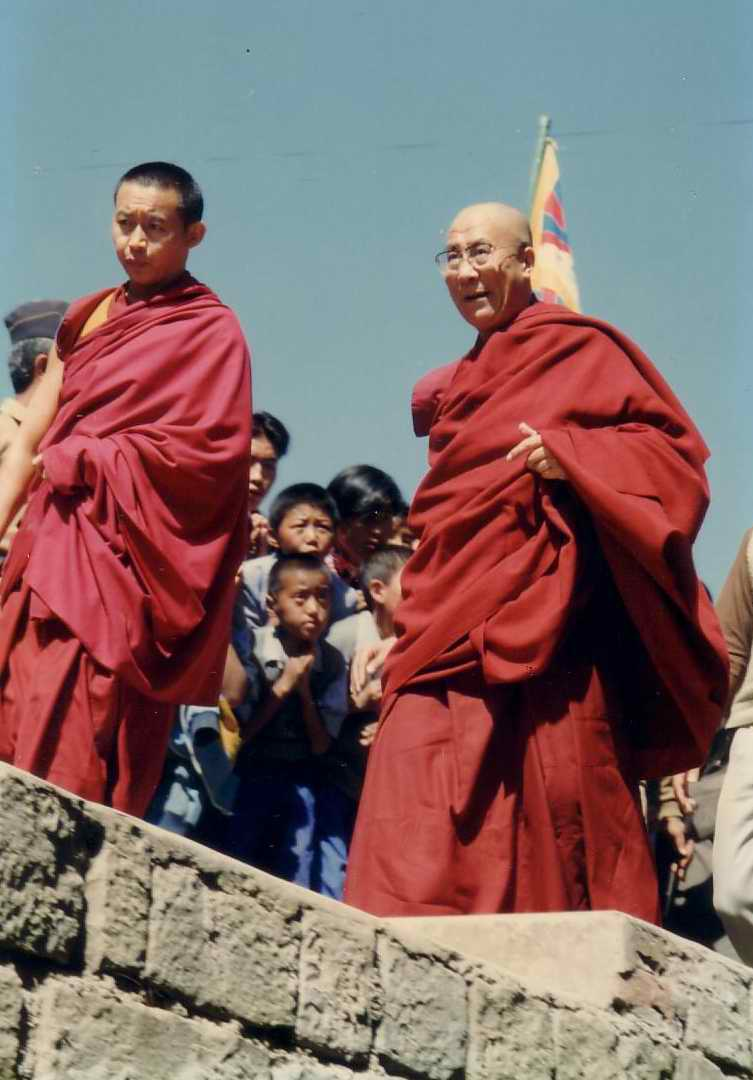
A dalai láma a Tibeti Gyermekfalvaknál Dharamszalában, 1993-ban

Annak ellenére, hogy a 14. dalai láma „egyszerű buddhista szerzetesként” jellemzi magát, valójában a világbéke nagykövete és inspiráló szószólója is egyben. Bármerre jár a világban, az egyetemes értékekről beszél: együttérzés, elfogadás, megbocsájtás. Három fő dolog mellett kötelezte el magát egész életére:
- Elsőként, az emberi lények szintjén, elkötelezte magát, hogy támogatja az egyetemes emberi értékeket, például az együttérzést, a megbocsájtást, az elfogadást, az elégedettséget és az önfegyelmet. Minden beszédében kinyilvánítja, hogy minden ember ugyanolyan érzelmileg és fizikálisan is. Mindenki boldogságra vágyik és kerüli a szenvedést. Kiemeli, hogy a nem hívő emberek is fontosnak tartják ezeket az értékeket, amelyek által boldogabb lehet az életük. A dalai láma ezt úgy nevezi, hogy világi etika. Elkötelezte magát, hogy ezen értékek fontosságát megossza az emberekkel.
- Másodikként, hívőként, elkötelezte magát, hogy támogatja a nagy világvallások hagyományai közötti harmóniát és egyetértést. Magyarázata szerint a filozófiai különbözőségek ellenére minden világvallásban megvan a lehetőség, hogy jó embereket neveljen. Emiatt fontosnak tartja, hogy minden világvallás tisztelje a többit és fogadja el a többiek hagyományainak értékeit. Az egy vallás, egy igazság elve az egyén szintjén értendő, azonban a közösség szintjén szükségszerű a vallási sokszínűség, hiszen többféle az igazság is.
- Harmadikként, mivel tibeti és a dalai láma címet viseli, elkötelezte magát, hogy megőrzi a tibeti buddhista kultúrát, amely a béke és az erőszakmentesség kultúrája.[84]

### Nemzetközi gyermekfalvak
A dalai láma régóta támogatja az SOS Gyermekfalvak szervezetét. Gyakran látogat el a falvakba, és baráti kapcsolatban van az alapítóval, Hermann Gmeinerrel.
Az SOS erőfeszítéseit így jellemezte:
Az SOS Gyermekfalvak által végzett nagyszerű munka a jótékonyság, ahol a tettek hangosabbak a szavaknál. Hermann Gmeiner forradalmian új ötlete és az általa kidolgozott általános koncepció, hogy árva és elhagyatott gyermekeknek új családot és állandó otthont nyújtsanak, nagy hatással volt a gyermekjólétre világszerte, és az SOS Gyermekfalvak példája lett minden kontinensen. Az SOS Gyermekfalvak példája mindenekelőtt azt mutatja, hogy lehetséges egy olyan testvéri közösség létrehozása, amely mindenféle faji, vallási és nemzetiségi csoportba tartozó gyermekeket befogad. Az a kötelék, mely ezeket a közösségeket fejleszti és összetartja, és a nevelés alapját képezi, a szeretet.

## Tendzin Gyaco és a modern tudományok

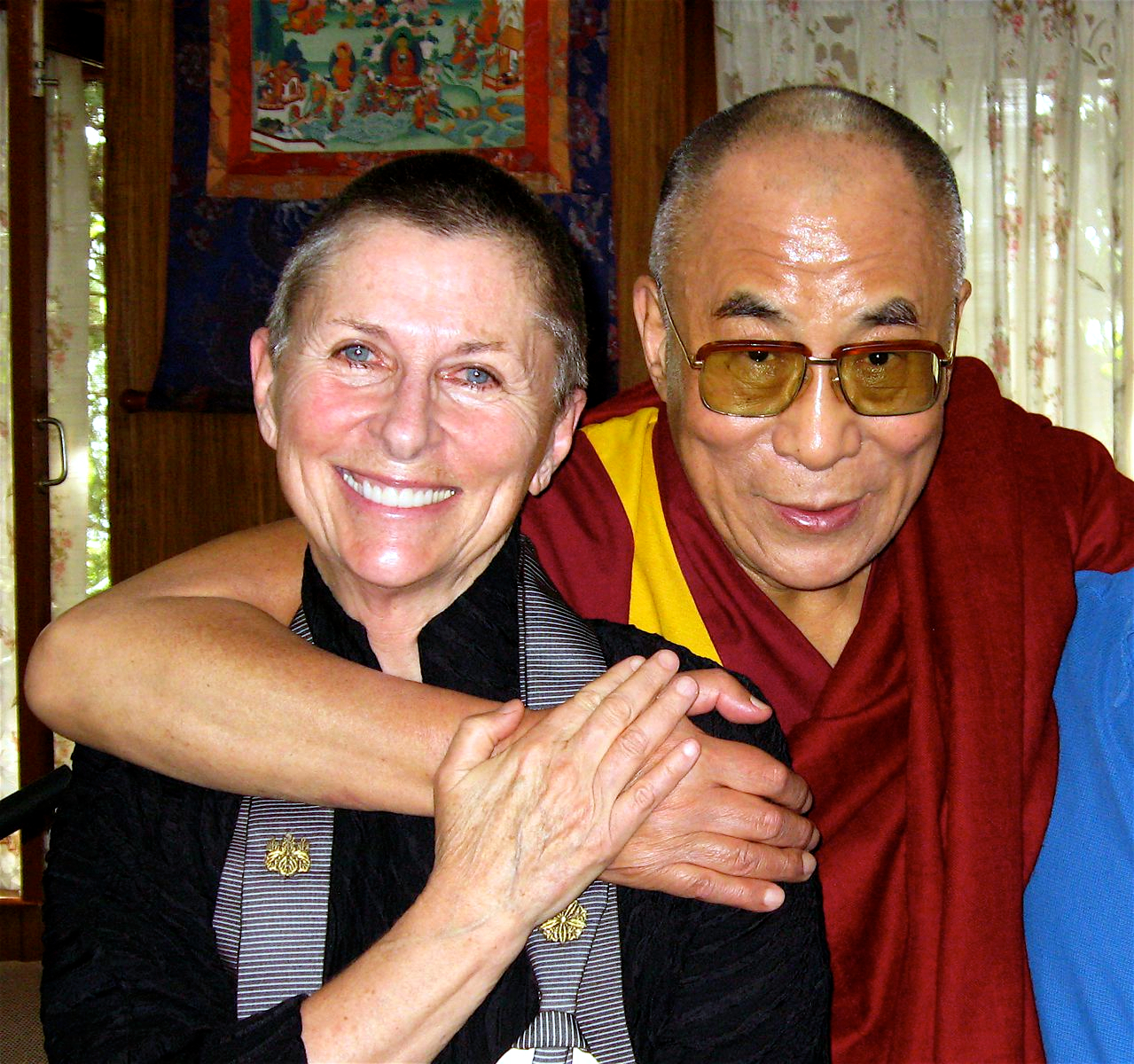
Joan Halifax és Tendzin Gyaco, a 14. Dalai Láma a 14. Tudat és Élet konferencián Dharamszalában, 2007

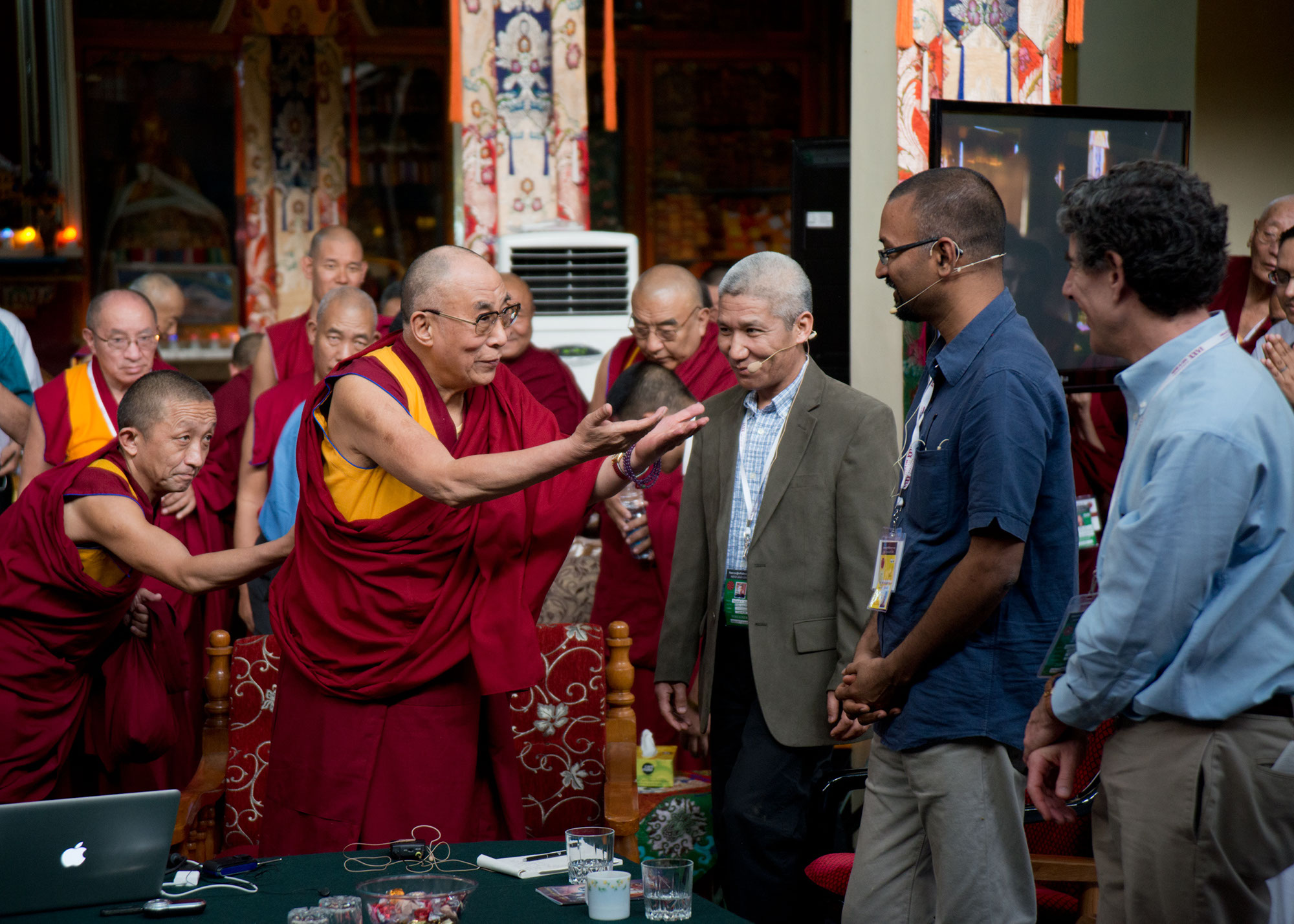
Tudat és Élet konferencia 2013-ban

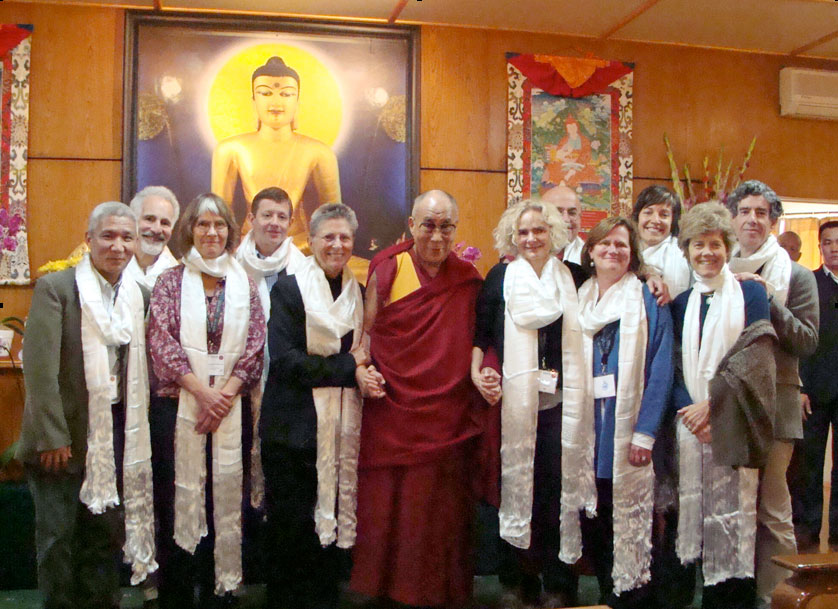
Nyugati tudósokkal a 2013-as Tudat és élet konferencián Dharamszalában

Köztudott, hogy a 14. dalai lámát egészen gyerekkora óta érdeklik a tudományok. 1973-ban látogatást tett a Cambridge-i Egyetem asztrofizikai laboratóriumában. Tíz évvel később részt vett az Alpbach szimpozia a tudatosságról című rendezvényen, ahol találkozott Francisco Varela chilei neurobiológus-filozófussal. Később is többször beszélgettek egymással, majd a dalai láma egyik franciaországi tartózkodása során meghívta Varelát, hogy töltsön el egy hetet vele Dharamszalában. A dalai láma találkozott Adam Engle amerikai buddhista jogásszal és üzletemberrel is, akit szintén érdekelt ez a fajta tudományköziség. 1987-ben történt meg a találkozás, amely az első olyan hét volt, amikor a dalai láma párbeszédet folytatott nyugati tudósokkal. Egyetértettek abban, hogy a valóság természetének kutatásában a nyugati tudomány játszotta eddig a domináns szerepet, ám ez nem bizonyult elegendőnek. Úgy vélték, hogy ugyan a tudomány empirizmusra, technológiára, „objektív” megfigyelésre és elemzésre épül, további módszereket is be kell vetni egy sikeresebb vizsgálódás érdekében. Ezekkel egyenlő értékben az alaposan kifinomított kontemplációs gyakorlatokat és a befelé figyelés módszerét lehetne és kell is alkalmazni.
A dalai lámával való első párbeszéd óta már 26 rendezvényt tartottak, amelyek alkalmával találkozhatott a keleti és nyugati tudomány.
A dalai láma 2013-ban Ausztráliában (Adelaide) a következőket mondta egy beszéde során a boldogságról:
|  | „Általában a boldogságot az elégedettséggel szoktam jellemezni. A boldogság nem feltétlenül valamilyen kellemes élmény, hanem egy olyan semleges élmény, amely mélyebb boldogságot okoz. Úgy hiszem, hogy a jószívűségből fakadó nyugodt tudat csillapítja a gonosz érzelmeket mások irányába és csökkenti a bizalmatlanságot is. Sosem tekintettem magamat különlegesnek. Ha úgy vélném, hogy különbözöm tőletek - például, hogy én buddhista vagyok, vagy esetleg én vagyok Őszentsége a dalai láma, vagy egy Nobel-békedíjas, akkor valójában saját magam számára teremtenék egy börtönt. Ezeket a dolgokat elfelejtem. Egyszerűen csak egy vagyok a 7 milliárd ember közül, hiszen mentálisan, érzelmileg és intellektuálisan ugyanolyanok vagyunk. Amikor a repülőn néha előjön az a bizonyos „gáz” probléma, azt néha nehéz „elengedni”. Ezért alkalomadtán az ember körbenéz aztán így csinál [oldalra dől a fotelban – hatalmas nevetés]. Az elégedettség legvégső forrása bennünk van. Ha helytelen dolgokat cselekszünk, főleg ha bántunk másokat, akkor annak negatív következményei lesznek. Ha segítünk másoknak és boldogságot okozunk nekik, akkor hasznunk származik belőle. Ha erősebb belső tartásunk van és erősebb az élet értelmébe vetett bizalmunk és van célunk, amit el akarunk érni, akkor mindig boldognak érezzük magunkat. Amikor fiatalok vagyunk, akkor ezek a belső értékek még erősen élnek bennünk. Aztán felnövünk és – főleg ebben a társadalomban, amelyben nem sok szó esik ezekről az értékekről, csupán az újság van és a tv, amelyben a sportról, pénzről, reklámról és egyéb anyagi értékekről esik szó – senki nem beszél, senki nem magyarázza el a jószívűség fontosságát. Pedig sok dolog van ami miatt boldogok lehetünk. A 20. század elején és később is sok pozitív változás történt. Azt hiszem, hogy a világon sok rossz dolog van és sok a gond, azonban sok jó dolog is van. Mégis azt tanították, hogy féljünk mindenkitől. És valójában ez megtámadja a boldogság alapját. Mivel társas lények vagyunk, ezért a barátság nagyon lényeges dolog. A barátság a bizalomból fakad. A félelem és a bizalom ellentmondanak egymásnak. Minél több a félelem, annál kevésbé lehet kiépíteni bizalmat. Félelemmel hogyan lehet barátságokat kötni? A nagy városokban sok ember él, de mindenki csak magára gondol, önző a látásmódjuk és nem törődnek a szeretet érzésével. Túl nagy a versengés és az irigység. Az irigység bizalmatlanságot szül, a bizalmatlanság pedig frusztrációt és félelmet. Ebből automatikusan keletkezik a magány érzete. Tehát a magány érzete nem a környezet eredménye, hanem a saját mentális hozzáállásunk következménye. Azt hiszem, hogy képesek vagyunk arra, hogy mélyebb tapasztalatra tegyünk szert a saját életünkről. Tegyünk egyfajta fogadalmat, hogy mostantól egy új személy leszek. Ugyanaz a test, de egy új személy.” |
|  | |

A 2015-ös Élet és tudat konferenciát októberben tartották az amerikai Massachusetts államban.

## Társadalmi állásfoglalásai

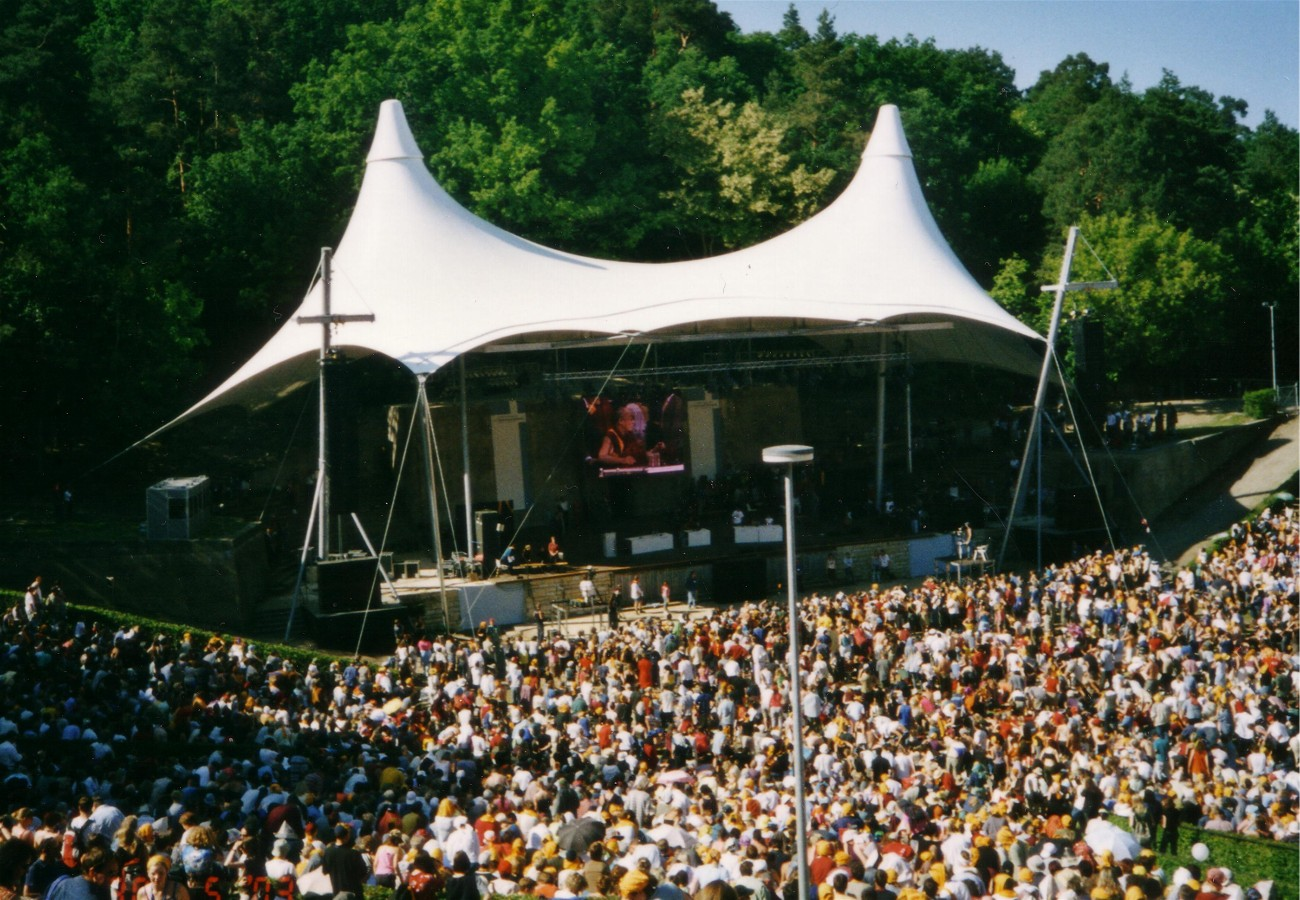
Berlini látogatás és nyilvános előadás 2004-ben

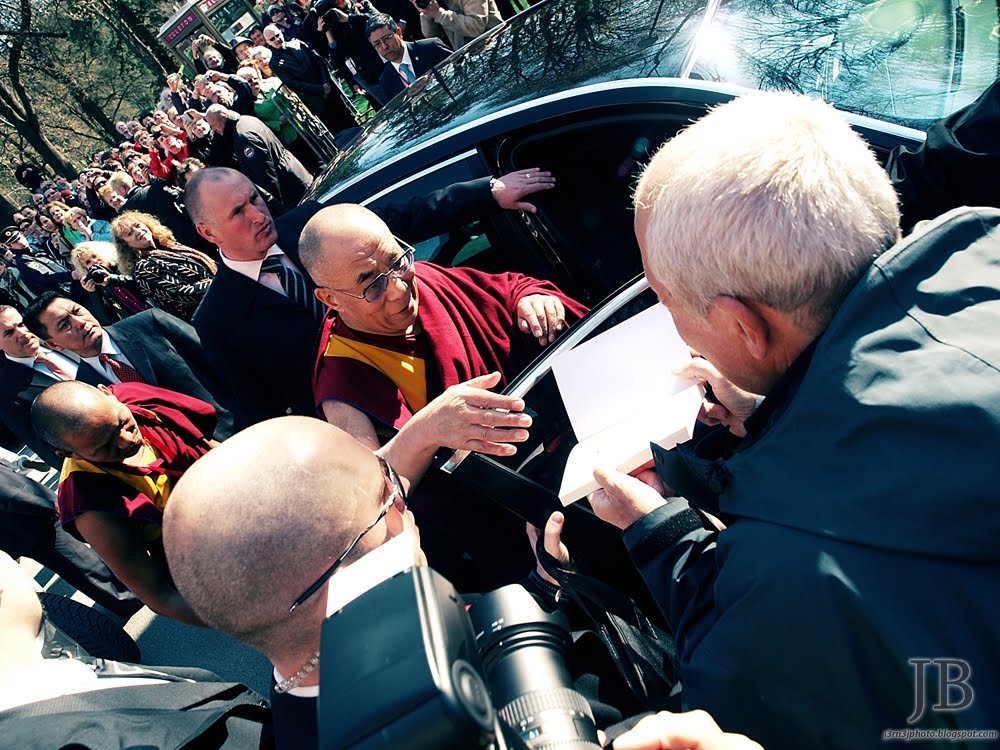
Szlovéniai látogatása során 2010-ben

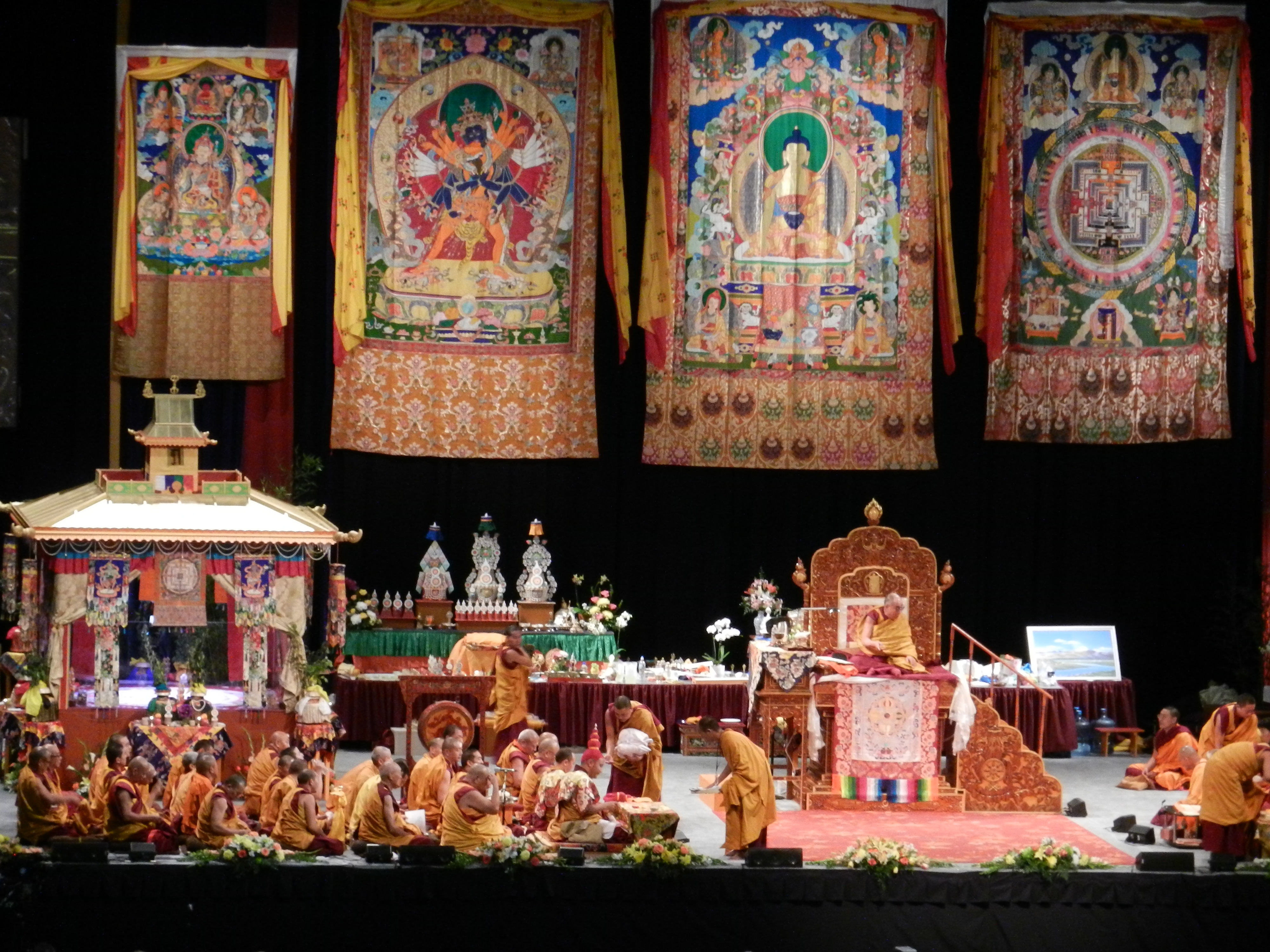
A karmapa társaságában az amerikai fővárosban, 2011-ben. A háttérben tibeti tangkák, kálacsakra pavilon, szerzetesek és apácák.

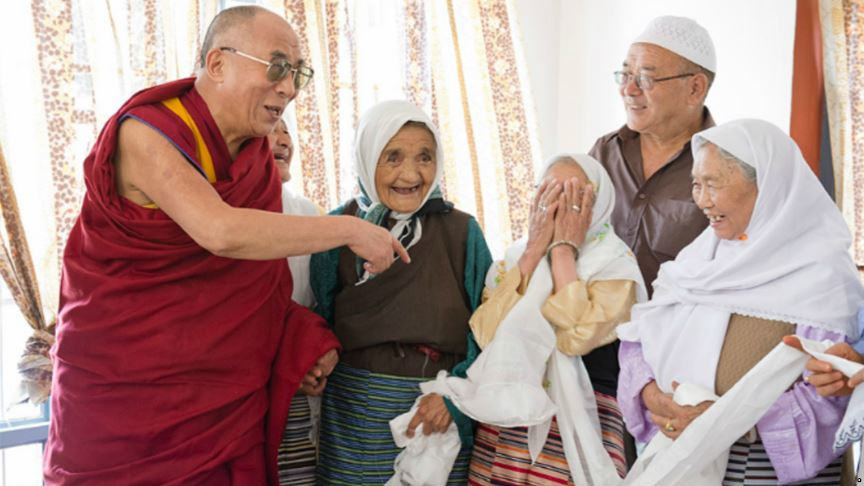
Tibeti muszlimokkal 2012-ben

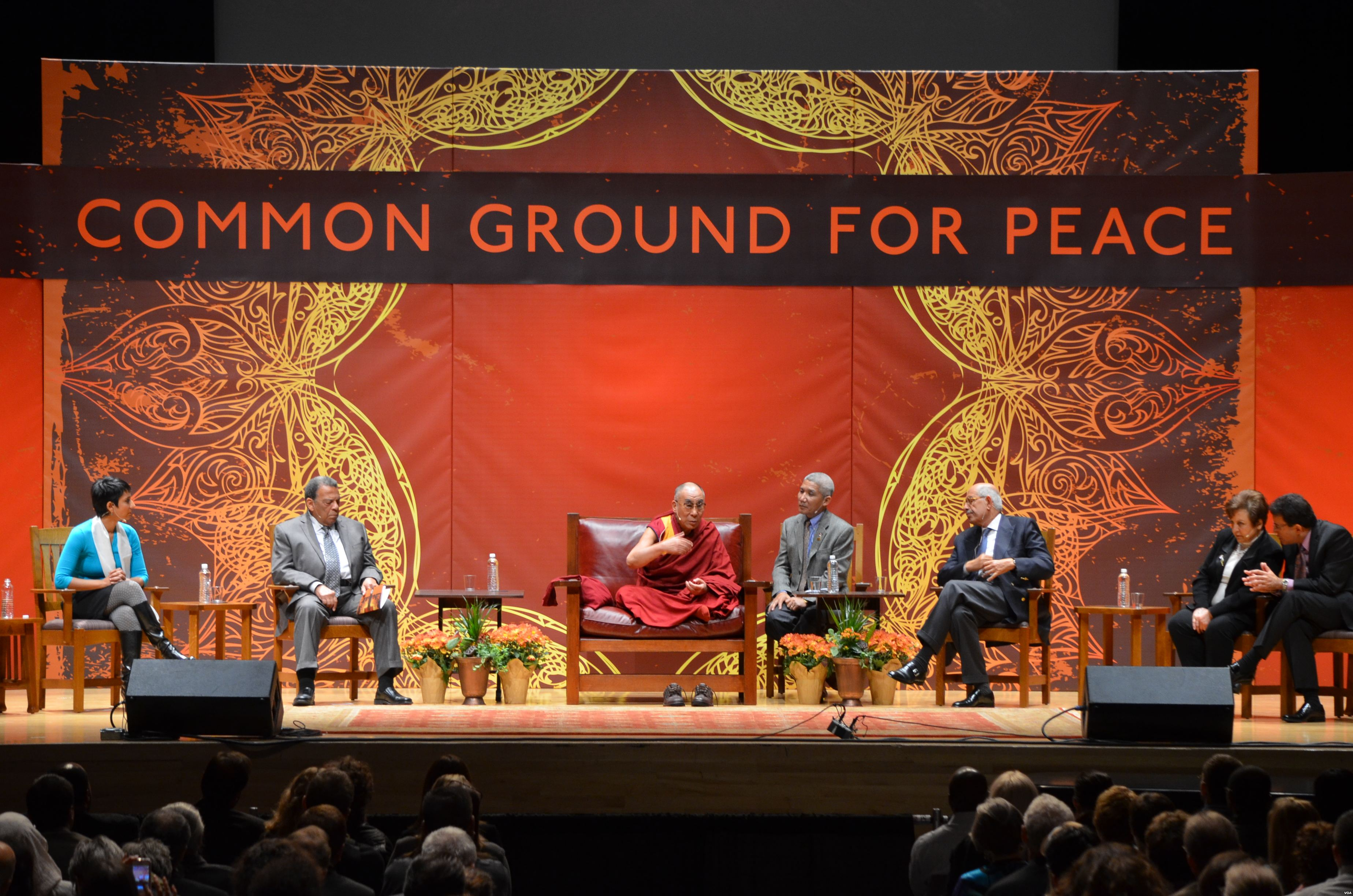
A dalai láma előadása az amerikai Syracuse Egyetemen, 2012

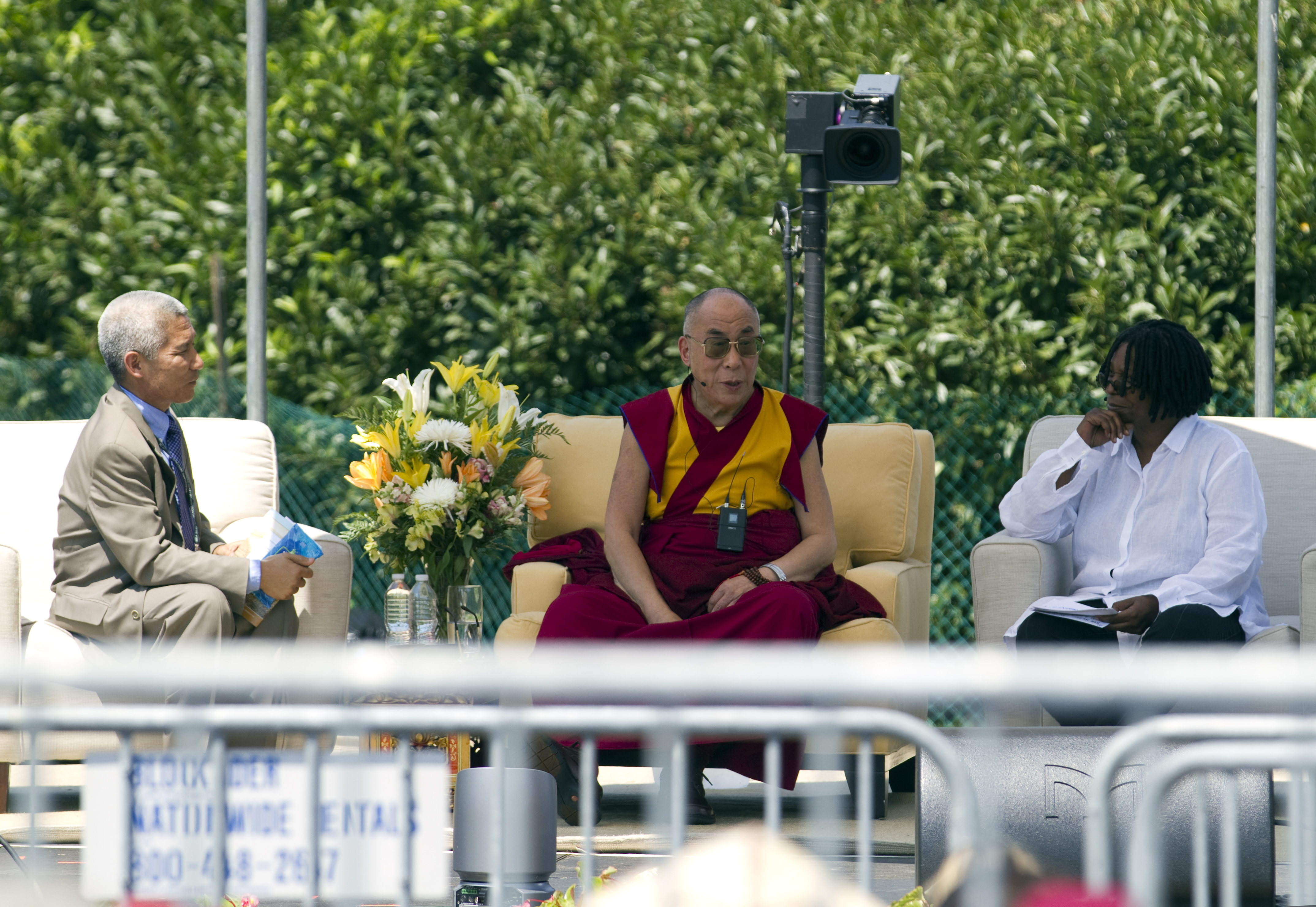
Woopy Goldberg társaságában, Washington, 2011

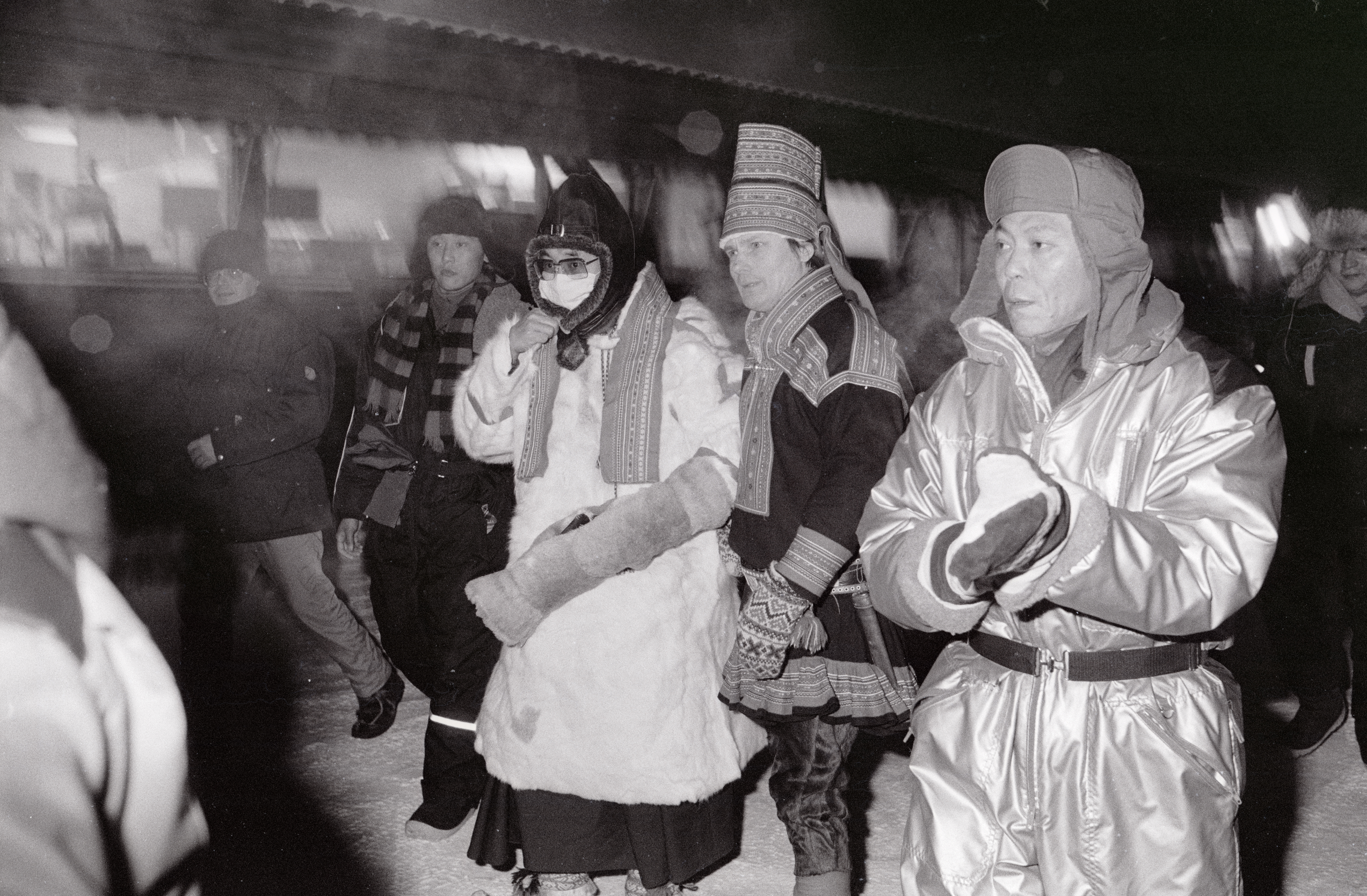
A hideg norvég télben, 1989-ben

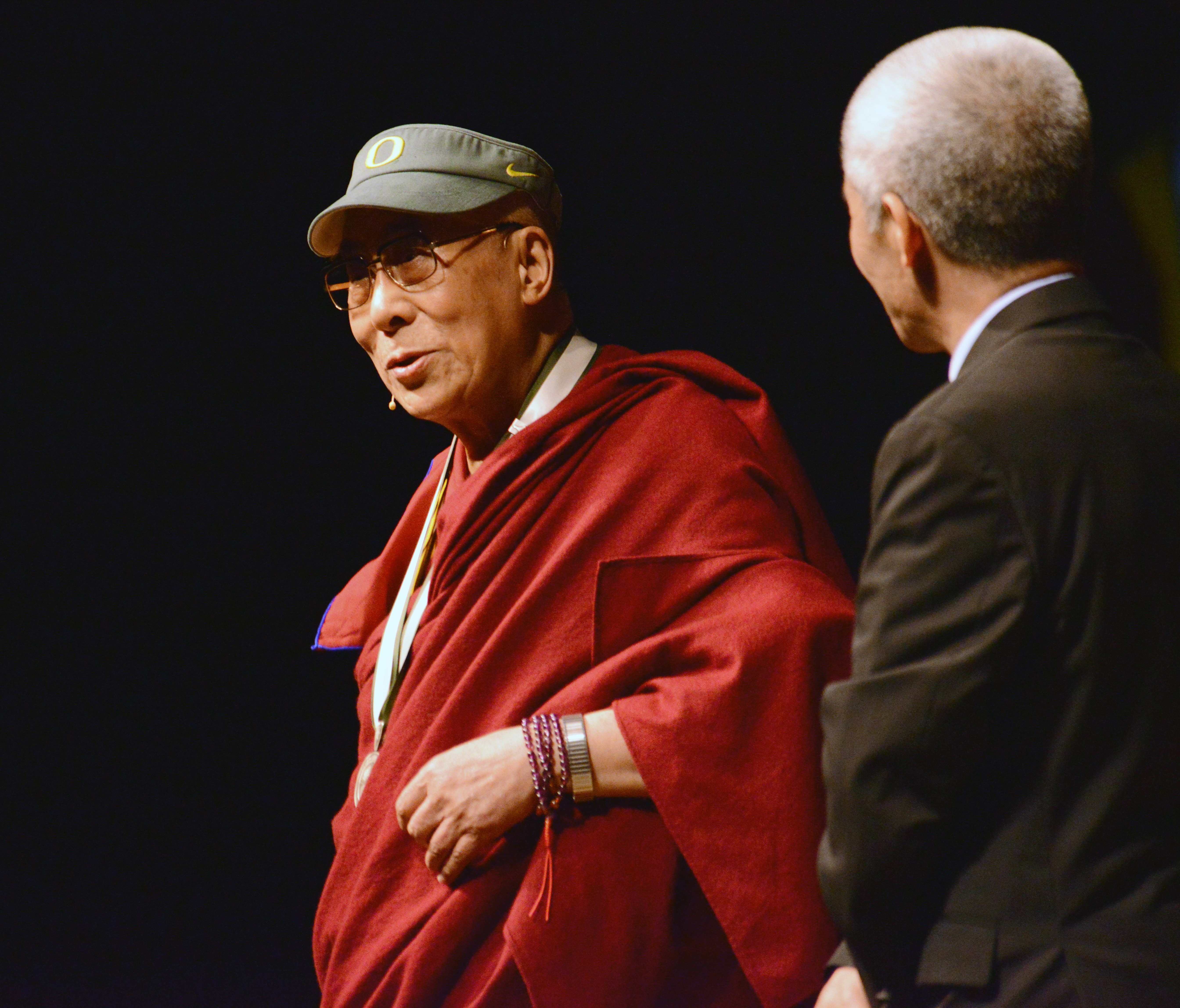
Az Oregon Egyetem vendégeként 2012-ben

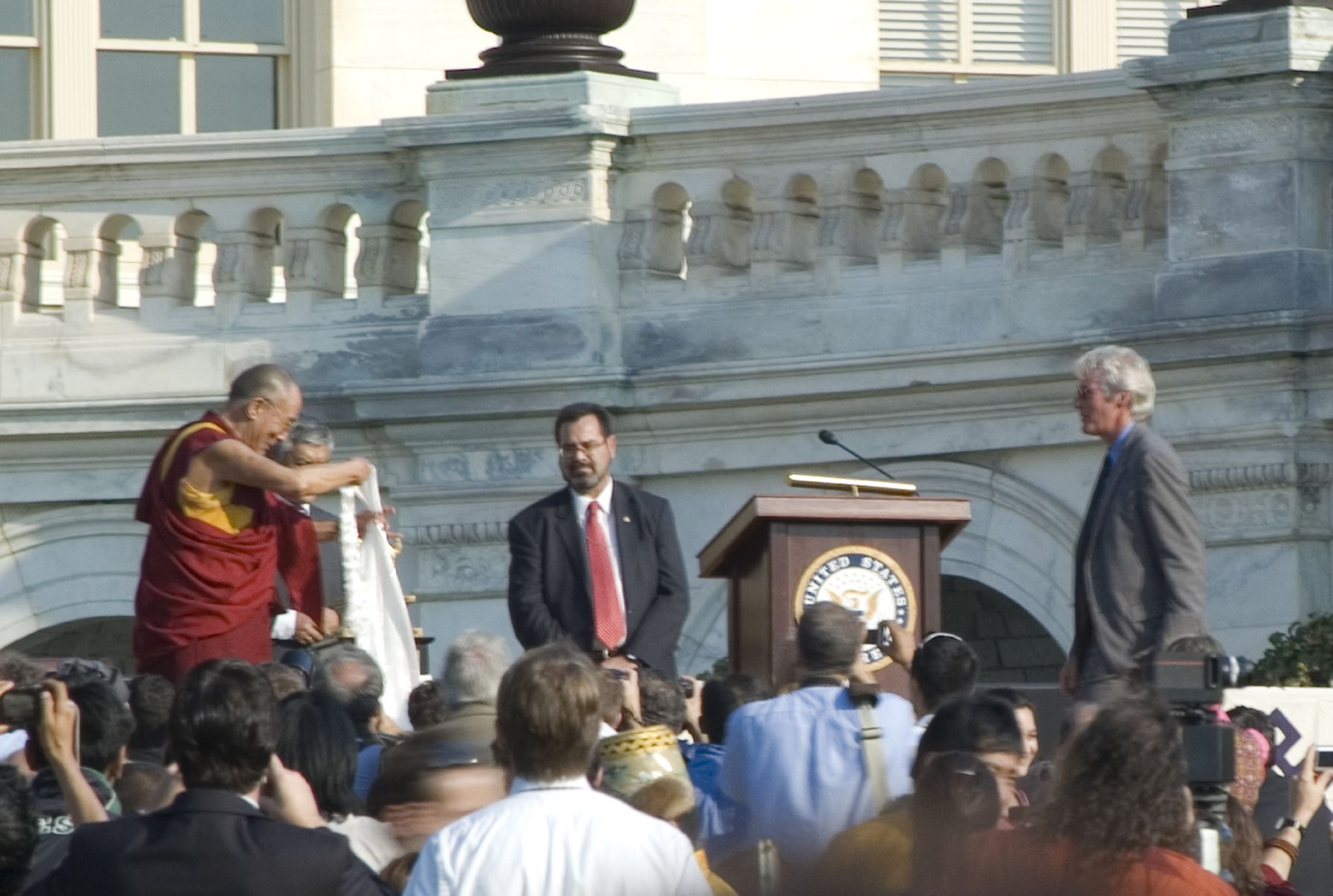
A dalai láma sálat ad át Richard Gere, amerikai színésznek – 2007

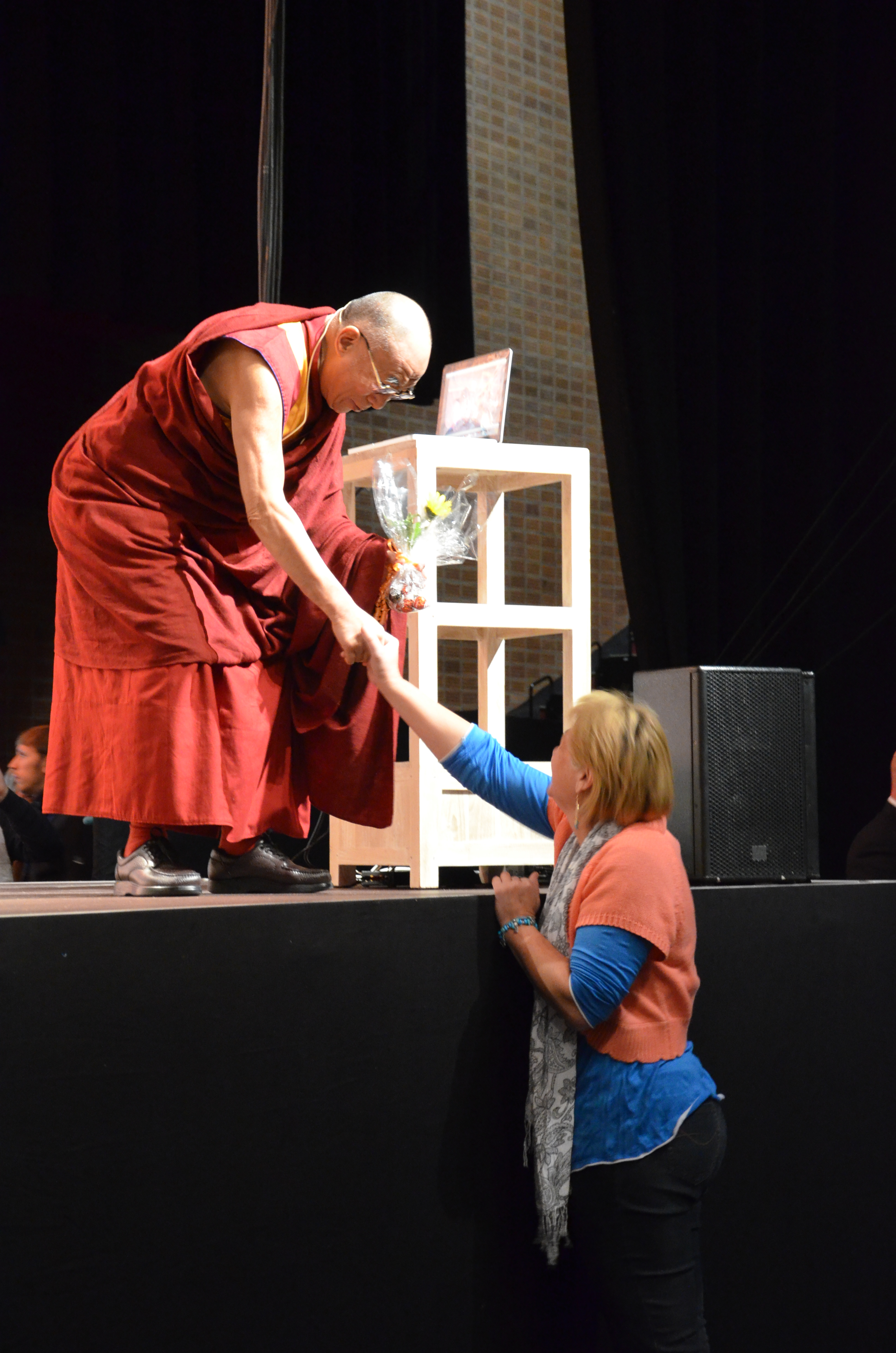
A dalai láma Hannoverben, 2013

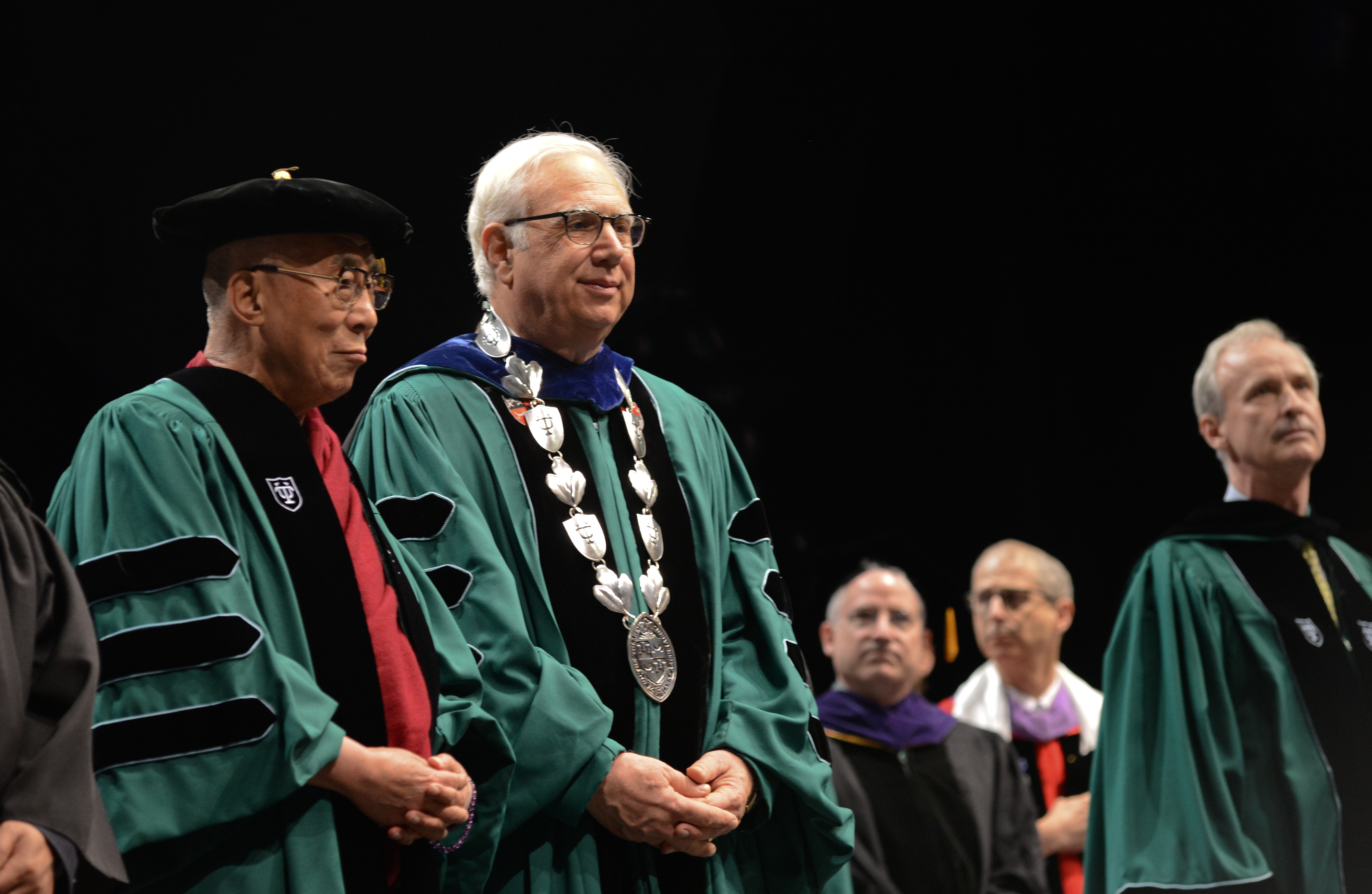
A láma a Tulane-i Egyetem tiszteletbeli doktori cím átvételekor, 2013-ban

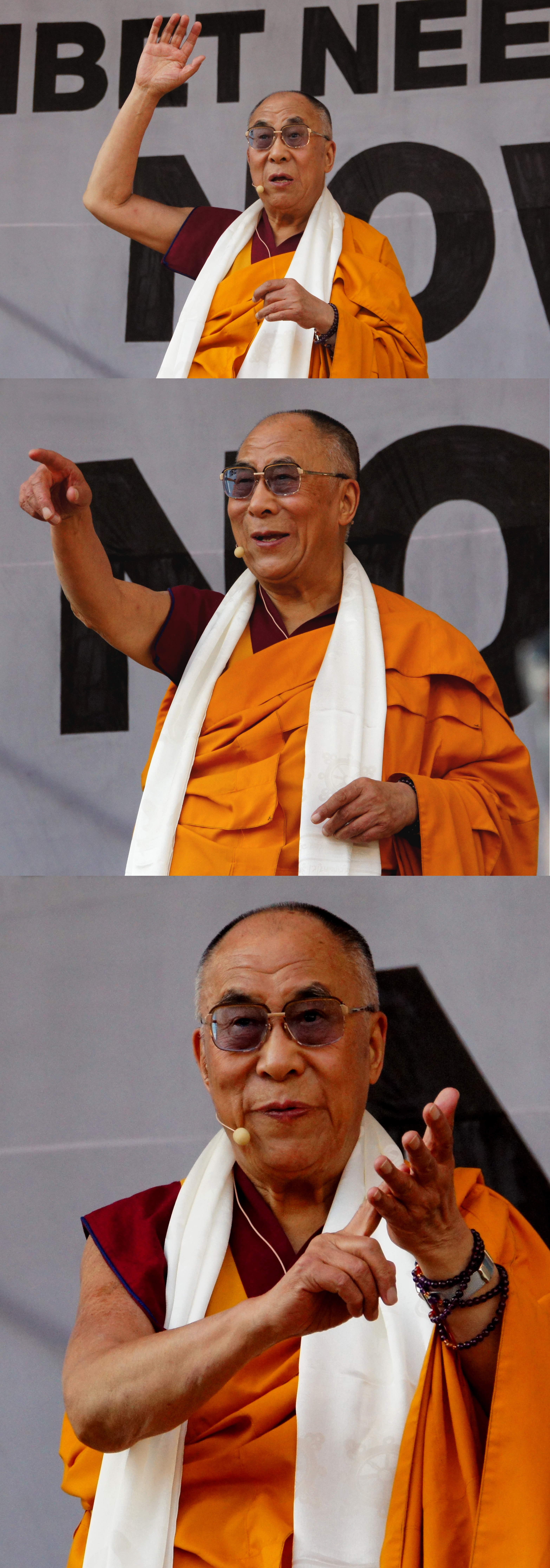
Tendzin Gyaco Bécsben, 2012-ben

### Abortusz
A dalai láma árnyalt és viszonylag rugalmas véleményt formált az abortusszal kapcsolatban. Magyarázata szerint a buddhista fogadalmak nézőpontjából az abortusz gyilkosságnak számít. Kiemelte ugyanakkor, hogy bizonyos terhességmegszakításokat etikusan elfogadhatónak lehet tekinteni, „amennyiben biztosan tudni lehet, hogy az anyaméhben lévő gyermek szellemileg visszamaradott lenne, vagy ha a szülés komoly egészségügyi veszélyt jelentene mind az édesanya, mind a csecsemő számára” – ezért minden egyes eset egyedi és külön meg kell vizsgálni pontosan az adott körülményeket.

### Demokrácia, erőszakmentesség, vallásharmónia és Tibet kapcsolata Indiával
Tendzin Gyaco társadalmi-gazdasági szempontból a mai napig marxistának tartja magát – „A kapitalista országokban egyre nő a szakadék a gazdagok és a szegények között. A marxizmusban az egyenlő elosztáson van a hangsúly”. Ugyanakkor, úgy véli, hogy még mindig a demokrácia a legjobban működő rendszer az emberi jogok érvényesítése szempontjából.
A dalai láma gyakran hangoztatja, hogy India üzenetét hordozza, amikor az előadásai alkalmával az erőszakmentességről és a vallásharmóniáról beszél – „Az ősi indiai gondolkodásmód küldötte vagyok”. Azt mondja, hogy Indiában mély gyökerei vannak a demokráciának. Rendszeresen adózik tisztelettel India előtt, amikor Indiát nevezi Tibet „gurujának” (tanítómester). Ezt azzal indokolja, hogy a 8. században a Nálanda egyetemről nagy buddhista tudósok, mint például Nágárdzsuna, érkeztek Tibetbe, hogy a buddhizmust hirdessék. Nyugati tudósokra hivatkozva gyakran említi meg, hogy az előző évszázadban mintegy 200 millióan vesztették életüket a háborúkban, sok országnak ment tönkre a gazdasága, az évszázad „az erőszak, a háború és a vérengzés évszázadának” nevezhető. Ennek kapcsán szokta megemlíteni beszédeiben, hogy az erőszakmentességet aktívan képzeli el, amelyben kulcsszerepet játszik a párbeszéd – „Legyen a 21. század a tolerancia és a párbeszéd évszázada”.
1993-ban a dalai láma az Emberi jogok világkonferenciája meghívott vendége volt, amelyen beszédének címe az Emberi jogok és az egyetemes felelősség volt.
2013-ban nyíltan kritizálta azokat a buddhista szerzeteseket, akik abban az évben megtámadtak muszlim kisebbségben élő burmaiakat – „Tényleg, elképzelhetetlen a vallás nevében megölni embereket, nagyon szomorú”.

### Étrend és állatjogok
|  | „Az emberek úgy tekintenek az állatokra, mintha azok zöldségek volnának, és ez nem helyes. Meg kell változtatnunk az emberek gondolkodását az állatokkal kapcsolatban. Én buzdítom a tibeti és nem tibeti embereket, hogy mozduljanak el a vegetáriánus étrend felé, amely nem okoz szenvedést.” |
|  | |

A dalai láma az együttérzést szorgalmazza az állatok irányában, és gyakran felveti, hogy az emberek próbálják ki a vegetarianizmust, vagy legalább csökkentsék az elfogyasztott hús mennyiségét. Tibetben, ahol történelmileg a hús volt a leggyakoribb étel, a szerzetesek – a dalai lámákat is beleértve – mindenevők voltak. A 14. dalai láma húsfogyasztó családban nőtt fel, de áttért a vegetarianizmusra, miután emigránsként letelepedett Indiában, ahol a zöldségekhez sokkal könnyebben hozzá lehet jutni. Évekig nem fogyasztott húst, majd májgyulladásos fertőzést kapott és nagyon legyengült a szervezete. Az orvosai tanácsára elkezdett bizonyos napokon húst is fogyasztani. Évekkel később ismét megpróbált áttérni a vegetarianizmusra, ám egészségügyi okokból ismét csekély mennyiségben húsevésre kényszerült.

### Gazdaság
A dalai láma marxistának vallja magát, és így fogalmazott meg kritikát a kapitalizmussal szemben.
|  | „„Nemcsak szocialista vagyok, de enyhén baloldali is, tehát kommunista. Gazdaságelméleti szempontból marxista vagyok. Azt hiszem, sokkal inkább baloldali vagyok, mint a kínai vezetők [hatalmas nevetésben tör ki]. Ők kapitalisták.”” |
|  | |

Fiatal korában hallott először a kommunizmusról, de csak a kommunista Mongólia pusztításaival kapcsolatosan. Csak jóval később, pekingi látogatása alkalmával ismerkedett meg a marxista elmélettel. Akkoriban – mondja – „annyira vonzódtam a marxizmushoz, hogy ki is fejeztem szándékomat, hogy én is a Kínai Kommunista Párt tagja szeretnék lenni”. Nagyra becsülte az önfenntartás és az egyenlő elosztás elméletét. Mindazonáltal úgy tartja, hogy Kína nem alkalmazta alaposan az „igazi marxista politikát”, és a Szovjetunióhoz hasonló kommunista államok „sokkal jobban törődtek a szűk nemzeti érdekeikkel, mint a nemzetközi munkásszövetséggel”. Ezen túl úgy tartja, hogy a történelmileg marxista államok túl nagy hangsúlyt fektettek az uralkodó osztály elpusztítására, és nem szenteltek elegendő figyelmet az együttérzésre. Ennek ellenére a kapitalizmusnál többre tartja a marxizmust, mert nézete szerint az előbbinél csak a nyereségszerzés számít, az utóbbinál pedig a „morális etika”. 1993-ban a következőket mondta:
|  | „Az összes közgazdaságtani elmélet közül a marxista gazdasági rendszer morális elvekre, a kapitalizmus pedig a növekedésre és a jövedelmezőségre épül. A marxizmus a vagyon egyenlő arányú elosztását, illetve a termelőeszközök igazságos használatát tartja fontosnak és egyaránt törődik a munkásosztály sorsával – amely az emberek többségét jelenti –, valamint a nem kiváltságos és szükséget szenvedők sorsával. Ezen felül nem hagyja figyelmen kívül kisebbségi kizsákmányolás áldozatait sem. Emiatt tetszik nekem ez a rendszer, és igazságosnak tűnik. Nemrégiben olvastam egy írást, amelyben őszentsége a római pápa is a marxizmus pozitív aspektusairól beszélt.” |
|  | |

### Környezet
A dalai láma rendszeresen felszólal a környezetvédelemmel kapcsolatban. Rámutatott, hogy Ázsia több folyója Tibetből ered, és a Himalája olvadó gleccserei miatt jelentős problémák jelentkezhetnek azokban az országokban, amelyeken keresztülfolynak ezek a folyók. Nagy örömmel fogadta azt a kínai törvényt, amely megtiltotta a tibeti erdők kiirtását, ugyanakkor figyelmeztetett, hogy ezek a törvények a korrupció miatt kijátszhatók. Kijelentette, hogy „a környezetvédelem a mindennapi életünk részévé kellene, hogy váljon”; személy szerint azzal mutat példát, hogy kád helyett zuhanyozik, és lekapcsolja maga után a lámpát, amint elhagyja a helyiséget. 2005 környékén kampányba kezdett a vadállatok védelme érdekében, amelynek keretében kiadott egy vallási szabályzatot, amely tiltja a tigris- és a leopárdbőrből készült ruházatot. Támogatja a bálnavadászat elleni fellépést, ugyanakkor kritikával illet bizonyos aktivista csoportokat. A 2009-es ENSZ éghajlat-változási keretegyezmény konferencia előtt arra buzdította a nemzeti vezetőket, hogy tegyék félre a nemzeti érdekeket és együttesen lépjenek fel a klímaváltozás negatív hatásaival szemben.

### Szexualitás
A gyermekkora óta szerzetesként élő dalai láma szerint a szex gyorsan múló kielégülést okoz, és később problémákhoz vezet, míg a szerzetesi szüzességi fogadalom „több függetlenséget és több szabadságot” azaz jobb életet kínál. Megfigyelése szerint a házaséletből származó problémák olykor öngyilkossághoz vagy gyilkossághoz is vezetnek. Kifejtette, hogy az összes vallás hasonlóan vélekedik a házasságtörésről.
A hagyományos buddhista nézőpontot a helyes szexuális viselkedésről a következőképpen magyarázta: a megfelelő szervet a megfelelő szervbe, megfelelő időben. Ezt úgy értelmezték, hogy az orális, a kézi és az anális közösülés (homoszexuális és heteroszexuális) helytelennek számít a buddhizmusban. Ugyanakkor azt is elmondta, hogy a mai modern időkben minden közös akaratból történő szexuális aktus, amellyel nem bántanak másokat, etikusan elfogadható, és hozzátette, hogy a társadalomnak nem szabadna diszkriminálni a meleg nőket és férfiakat, hanem szekuláris szempontból el kellene fogadni és tisztelni kellene őket. Egy 1994-es OUT Magazine által készített interjúban a dalai láma világossá tette, hogy „ha valaki odajön hozzám és megkérdezi, hogy a homoszexualitás rendben van-e vagy sem, akkor megkérdezem tőle, hogy 'mi a partnered véleménye erről?' Ha mindketten beleegyeztek, akkor azt hiszem az a válaszom, 'ha két férfi vagy két nő önakaratából beleegyezik és mindkettőjük elégedettségével történik, anélkül, hogy másokat bántanának ezzel, akkor rendben van'”. Ugyanakkor a CBC News: Sunday egyik műsorában adott interjújában úgy nyilatkozott, hogy a buddhizmusban a homoszexualitás is a helytelen szexuális magaviseletek közé tartozik. Hasonlóan nyilatkozott a kanadai Vancouver Sun számára is.
Az 1996-os A dogmán túl című könyvében a következőképpen írta le a helyes szexuális magaviselet hagyományos buddhista meghatározását: „Egy szexuális cselekedetet helyesnek nevezhetünk akkor, ha a pár a szexuális közösülésre való szerveiket használják és semmi mást… A homoszexualitás, történjen férfiak vagy nők között, önmagában nem helytelen. Ami helytelen, az az előzőekben helytelenként meghatározott szervek használata szexuális érintkezés céljából.” 1997-ben kifejtette, hogy a tanítás alapja ismeretlen volt számára. Közvetítette saját szándékát, hogy megfontolja annak a lehetőségét, hogy némely tanítás csak valamilyen kulturális vagy történelmi kontextusra vonatkozik.
A dalai láma együttérzését fejezte ki a meleg, a biszexuális és a transzszexuális beállítottságú emberekkel szemben elkövetett erőszakos cselekedetekkel kapcsolatban, és toleranciára és az emberi jogok tiszteletben tartására buzdított.

### A nők jogai
A nemiséggel és a nőkkel kapcsolatban a dalai láma több alkalommal nevezte magát feministának.
Úgy véli, hogy a nők természetüknél fogva együttérzőbbek annál az oknál fogva, hogy biológiailag képesek gyermeket szülni és táplálni. Felszólította a nőket, hogy „teremtsenek és vezessenek egy együttérzőbb világot”.
A dalai láma a Hamburgi Egyetemen tartott 2007-es Nők a buddhizmusban című előadáson a következőket mondta:
Hagyományosan a háborúkat férfiak indították, mivel úgy tűnik, hogy ők fizikailag jobban fel vannak szerelkezve az agresszív viselkedésre. A nők viszont sokkal inkább törődőek és érzékenyebbek mások kényelmetlenségére és fájdalmára. Annak ellenére, hogy a férfiak és a nők ugyanúgy képesek az agresszióra és a jószívűségre, különböznek abban, hogy a kettő közül melyik mutatkozik meg könnyebben. Ezáltal, ha a világi vezetők többsége nő volna, talán kevesebb veszélye lenne a háborúk kitörésének, és több együttműködés lehetne a globális törődés alapján – természetesen, léteznek nehéz esetek a nők között is! Én szimpatizálok a feministákkal, de nem elég egyszerűen csak kiabálniuk. Erőfeszítést kell tenniük annak érdekében, hogy pozitívan járuljanak hozzá a társadalomhoz.

### Egészség
2013 áprilisban az északír Derry városában rendezett „Az Együttérzés kultúrája” rendezvényen kifejtette a nyugodt tudat gyakorlásának fontosságát: „A melegszívűség kulcsfontosságú az egészséges egyének, családok és közösségek számára… A tudósok azt mondják, hogy az egészséges tudat kulcsfontosságú az egészséges test számára. Ha komolyan veszitek a saját egészségeteket, gondolkozzatok és minden telhetőt tegyetek meg a nyugodt tudat megőrzésére. Ez nagyon, nagyon fontos”.

### Eutanázia
A dalai láma véleménye szerint az eutanázia megengedhető azok számára, akik olyan kómában vannak, amelyből nem lehetséges a felépülés:
Amikor megkérdezték a dalai lámát az eutanáziával kapcsolatban, azt mondta, hogy a buddhisták úgy tartják, hogy az élet értékes, főleg az emberi élet és hozzátette, hogy „azt hiszem, hogy (az eutanáziát) jobb elkerülni”.
„Ugyanakkor azt gondolom, hogy a buddhista módszer az, hogy megítélje, hogy egy cselekedet helyes vagy helytelen, vagy megvizsgálja az érveket mellette és ellene.”
Egy kómában lévő emberről mesélt, akinek nem volt esélye a felépülésre, illetve egy asszonyról, akinek terhessége veszélyeztette a hasában lévő gyermek életét és a sajátjáét, amely által a nem cselekvés nagyobb áldozatokkal járna.
„Azt hiszem, hogy buddhista nézőpontból ezek kivételes esetek” – mondta. „Emiatt jobb ha minden esetet egyenként megvizsgálunk.”

### Evolúciós elmélet
Sok buddhista hallgatólagosan elfogadja az evolúciós elméletet, mivel annak a legfontosabb buddhista tanítások nem mondanak ellent. A világegyetem örökkévalóságáról és a végtelenségéről való kérdések azok közé tartoznak, amelyekre Buddha nem válaszolt (lásd megválaszolatlan kérdések), mivel ezek a spekuláció kontraproduktív területei. A buddhisták nem foglalkoznak az ilyen jellegű kérdésekkel, mivel úgy tekintik, hogy ezek nem adnak semmit ahhoz, hogy valaki megszabadulhasson vagy megszabadíthasson másokat a szenvedéstől. Ahhoz, hogy valaki elérje a megvilágosodást, nem kell tudnia az élet eredetét és nem is kell egyetértenie Buddhával a tudományos kérdésekben.
A 14. dalai láma elutasítja a természetes kiválasztódáson nyugvó evolúciós elméletet:
|  | „ Buddhista nézőpontból egy az élet eredetét magyarázó elmélettől egyáltalán nem kielégítő az, hogy ezek a változások csupán véletlenszerű eseményeknek köszönhetőek.” |
|  | |

Lopez kifejti, hogy az újjászületés folyamata (bármilyen nagy számban történjen és vonatkozhat bármely érző lényre a különböző birodalmakban) mindig a karmától függ, amely megmagyarázza a dalai láma nézőpontját.

## A vallás és az erkölcs
A dalai láma „szekuláris etikának” nevezi a valóság tudományos vizsgálatára épülő, modern világnézetet, amelyben az egyetlen logikus viselkedésforma alapja az együttérzés, a tolerancia, a gondoskodás, a megbocsátás, stb. 2012. szeptember 10-én a következő üzenet jelent meg a dalai láma hivatalos facebook oldalán:
A világ összes fő vallása - azáltal, hogy a szeretetre, az együttérzésre, a türelemre, az elfogadásra és a megbocsátásra helyezi a hangsúlyt - képes rá és valóban támogatja a belső értékeket. Azonban a mai világban a vallásos etika már nem elegendő. Emiatt egyre inkább azt tartom biztosnak, hogy eljött az ideje, hogy találjunk egy spiritualitással és etikával kapcsolatos olyan gondolkodásmódot, amely túlmutat a vallásokon.

## Magyarországi látogatásai
A 14. dalai láma eddig hét alkalommal járt Magyarországon. Legelőször 1982-ben, majd 1990-ben, 1992-ben, 1993-ban, 1996-ban, 2000-ben és 2010-ben. Elsőként – útban Rómába, II. János Pál pápához – az 1982. szeptember 26-ról 27-ére virradó éjszakát töltötte hazánkban, a Magyar Népköztársaság kormányának vendégházában, ahol a kormány részéről Marjai József, miniszterelnök helyettes fogadta. A repülőtéri váróban a mongol nagykövet mellett találkozott Hetényi Ernővel, a Magyarországi Buddhista Misszió alapító vezetőjével. 1990. április 25–30. között Tendzin Gyaco több magyar buddhista egyház meghívására Budapestre látogatott. Ittléte alatt Csenrezig beavatást adott a Marx Károly Közgazdaságtudományi Egyetemen (ma Budapesti Corvinus Egyetem), valamint a Szent István-bazilikában közös szertartáson vett részt Paskai László bíborossal és a történelmi egyházak képviselőivel. 1992. július 20–25. között, többek között a Csan Buddhista Egyház meghívására látogatott hazánkba. A Sportcsarnokban 4000 ember előtt tartott nyilvános előadást, a Közgazdaságtudományi Egyetemen pedig buddhista tanítást adott. Ellátogatott Tarra, ahol felszentelte a Karma Ratna Dargye Ling Egyház Kőrösi Csoma Sándornak szentelt (a nagy magyar tudós halálának 150. évfordulójára készült) 13 méter magas sztúpáját. Egy évvel később fölszentelte a Bop Jon buddhista szerzetes jóvoltából Zalaszántón felépített 36 méter magas sztúpát, amely Európában a legnagyobb ilyen építmény volt. 1996. október 27–28-án a Budapest Klub meghívására újra Magyarországra látogatott, és több humán politikus, vallási vezető, tudós és művész társaságában aláírta a Planetáris Tudat Kiáltványát. Másnap az Építők Kongresszusi Központjában tartott nyilvános előadást. 2000. október 12–14. között a Közép-európai Egyetem és Tibetet Segítő Társaság meghívására érkezett az országba a 14. dalai láma, ez alkalomból Orbán Viktor miniszterelnök is fogadta. Első nap az egyetemen tartott sajtótájékoztatót, majd magyarul megjelenő könyvét mutatta be a Libri Könyvpalotában. 13-án a Sportcsarnokban tartott előadást, másnap pedig ugyanott buddhista tanítást adott. 14-én délután Pannonhalmán, a bencés apátságban találkozott Várszegi Asztrik főapáttal és beszédet mondott a kolostor templomában. 2010-ben több mint tízezer ember előtt tartott előadást a Sportarénában. Demszky Gábor akkori főpolgármester a budapesti városházán Budapest díszpolgárává avatta a dalai lámát. A láma beszédében arról beszélt, hogy a 21. század a dialógus évszázadává is válhat.

## Díjak, kitüntetések

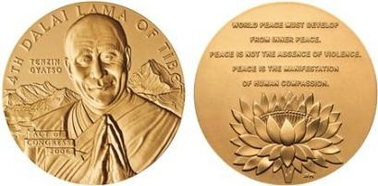
A Kongresszusi Aranyérem, melyet a dalai láma 2006-ban kapott

A dalai láma díjainak és elismeréseinek száma meghaladja a százötvenet, amelyből több mint ötven tiszteletbeli doktori cím. Ezek között szerepelnek díszpolgári, tiszteletbeli doktori és professzori elismerések, életműdíjak, medálok és aranyérmek. Az egyik legjelentősebb elismerését 1989. december 10-én kapta, amikor a Nobel-békedíjat neki ítélte a svéd Nobel-bizottság. 2006. június 22-én egyike lett annak a négy embernek, akik megkapták a díszpolgárságot a kanadai kormányzótól. 2010. szeptember 18-án, hetedik magyarországi tartózkodása során átvehette Budapest díszpolgára címét. Ugyanígy díszpolgára számos európai nagyvárosnak, többek között például Varsónak, Wrocław-nak Párizsnak, Rómának és Velencének.

### Nobel-békedíj
1989. december 10-én a dalai láma elnyerte a Nobel-békedíjat. A bizottság elismerte fáradozását a Tibet szabadságáért folytatott küzdelemben és az erőszak helyett a békés megoldásért tett erőfeszítéseit. A Nobel-bizottság elnöke azt mondta, hogy részben Mahátma Gandhi emlékének szól a díj. Elfogadó beszédében a dalai láma kritizálta Kínát az 1989-es Tiananmen téri diáktüntetések erőszakos elfojtása miatt. Azt mondta, hogy erőfeszítéseik nem voltak hiábavalóak. Beszédének középpontjában az állt, hogy kiemelten fontosnak tartja az erőszakmentességet, valamint reméli, hogy tud majd párbeszédet kezdeményezni Kínával, és sikerül megoldást találni a problémára.
2006 óta évente megrendezik a Nobel-békedíjasok világ-csúcstalálkozóját a Nobel-békedíjasok számára. A csúcstalálkozót Vadim Zagladin és a Gorbacsov alapítvány kezdeményezte. A találkozók elnöke az egykori szovjet elnök és Nobel-békedíjas Mihail Gorbacsov, valamint Walter Veltroni, Róma korábbi polgármestere. A rendezvényt egy állandó jelleggel működő titkárság szervezi, amelyet 2006-ban alapítottak nonprofit szervezetként. A találkozókat 1999 óta minden évben megtartották.
A 14. világ-csúcstalálkozót 2014 októberében tartották volna a dél-afrikai Fokvárosban. Azonban a rendezvény mégsem került megrendezésre, mert a Nobel-békedíjasok többsége lemondta a találkozót, mintegy tiltakozva az ellen, hogy a dél-afrikai kormány nem adta meg a vízumot (nem először) Tendzin Gyacónak, a 14. dalai lámának. A jelentések szerint Kína megköszönte Dél-Afrikának, hogy nem adott vízumot a dalai lámának. A 2014-es világ-csúcstalálkozót végül az év végén tartották meg Rómában.

## Utódlás és reinkarnáció
2011. szeptember 24-én a dalai láma a következő közleményt adta ki a reinkarnációjával kapcsolatban:
Amikor 90 éves körül leszek, egyeztetni fogok a tibeti buddhista hagyomány magas rangú lámáival, a tibeti néppel és más, a tibeti buddhizmust követő emberekkel, hogy a dalai láma intézménye folytatódjék-e vagy sem. Ilyen alapon fogunk döntést hozni. Amennyiben olyan döntés születik, hogy a dalai láma hagyományvonalát folytatni kell, és tényleg szükség lesz egy 15. dalai lámára, akkor ennek a felelőssége elsősorban a Dalai Láma Gaden Phodrang Alapítvány érintett tisztségviselőié lesz. Nekik kell majd egyeztetni a tibeti buddhista hagyományok különböző vezetőivel és a megbízható, fogadalmat tett dharma-védelmezőkkel, akik elválaszthatatlanul kötődnek a dalai lámák hagyományvonalához. Ezektől az érintett személyektől kell tanácsot és útmutatást kérniük, és a kutatást és a felismerési eljárást a múlt hagyományainak megfelelően kell végezniük. Egyértelmű írásos instrukciókat fogok hagyni ezzel kapcsolatban. Emlékezzenek rá, hogy a reinkarnáció felismerésének eme jogilag elfogadott módszere mellett semmilyen más felismerés vagy elfogadás nem történhet politikai okokból, beleértve a Kínai Népköztársaságot is. 
2011. október 3-án a dalai láma megismételte a nyilatkozatát a kanadai CTV News-nak tett interjújában. Elmondta, hogy a reinkarnáció alapján történő utódlását célzó kínai törvények nem befolyásolják a döntését. Hozzátette, hogy természetesen a következő élete csak rajta múlik, senki máson, illetve kihangsúlyozta, hogy ez nem politikai kérdés.
A német Welt am Sonntag, német lapnak adott 2014. szeptember 7-i interjújában a dalai láma kijelentette, hogy a dalai láma intézménye fennállásának öt évszázada során megszolgálta a célját, a jelenlegi dalai láma igen népszerű és talán célszerű lenne egy népszerű dalai lámával befejezni a hagyományvonalat.
A kínai kormány válaszul azt üzente, hogy a 14. dalai láma döntésétől függetlenül ők megválasztanák a saját dalai lámájukat.

## Vitás esetek

### A „Sugden” ügy
A Dordzse Sugden (nem létező személy, hanem a gelug iskolával kapcsolatos, egy fajta haragos védőszellem) ügy a Sárga könyv 1976-os kiadásával került újból a felszínre. A könyvben több olyan történet szerepel, amelyben Dordzse Sugden védelmezi a gelug iskolát, mintegy megkülönböztetett figyelmet szentelve ennek az iskolának, jóllehet az alakjához egyéb, nyingma iskolához tartozó gyakorlatokat is szoktak társítani. Erre reagálva a 14. dalai láma – aki szintén a gelug iskolához tartozik és a tibeti buddhista iskolák gyakorlatainak szabad használatát pártolja – nyíltan a könyv ellen szólalt fel 1978-ban, ugyanis véleménye szerint az csak az iskolák közötti harmóniát bomlasztotta és a szekták eltávolodásához járult hozzá. Kihangsúlyozta, hogy az összes tibeti iskola a dharma egyenrangú képviselője.
Az ügy kiváltotta a nyugati Dordzse Sugden gyakorlók haragját, akik 2008-ban és 2014-ben tüntetést szerveztek. Elsősorban a Kelszang Gyaco alapítású új kadampa hagyomány követői tiltakoztak, akik 1991-ben váltak külön a gelug iskolától. Az ügyet bonyolítja, hogy Robert Thurman szerint a Sugden követőit támogatja a kínai kormány, a dalai láma elleni stratégiájuk részeként.

### A CIA tibeti programja
1998 októberében a dalai láma irodája elismerte, hogy az 1960-as években évi 1,7 millió dollár támogatást kapott az amerikai kormánytól a Központi Hírszerző Ügynökségen (CIA) keresztül. Amikor John Kenneth Knaus, CIA-ügynök 1995-ben a CIA tibeti programjáról kérdezte a dalai lámát, az azt válaszolta, hogy a program morálisan segítette a kínaiakkal szembeni ellenállókat, azonban az ellenállás következtében ezrek vesztették életüket és az amerikai kormány csupán a Kínával szembeni hidegháborús stratégia részeként segített Tibetnek.
A Száműzetésben szabadon című művében kritikával illette a CIA-t, amelyet szerinte nem Tibet függetlensége érdekelt, hanem a kommunista kormányok világméretű destabilizálása.
1999-ben a dalai láma azt nyilatkozta, hogy a CIA tibeti programja káros volt Tibetre nézve, mert az főleg amerikai célokat szolgált, és amint megváltozott az amerikai kormány Kínával szembeni politikája, a segítség is elmaradt.

### Kapcsolatai Indiával
A kínai sajtó kritizálta a dalai lámát az Indiával folytatott szoros kapcsolatai miatt. Amikor a dalai láma a 2010-es Nemzetközi Buddhista Konferencián azt mondta, hogy „külsőre tibeti, de a spiritualitása indiai” és magát „India fiának” nevezte, a People's Daily kínai lap elítélte, hogy ha kínai helyett inkább indiainak vallja magát, akkor miért jelentené ő a „tibeti nép hangját”?" Dhundup Gyalpo, a Tibet Sun újságírója azzal válaszolt, hogy a tibeti vallás visszavezethető az indiai Nálanda Egyetem hagyományaira, illetve, hogy a tibetieknek egy pár ételen kívül semmi közük nincs Kínához. A People's Daily kihangsúlyozta a kínai és a tibeti buddhizmus kapcsolatát és azzal vádolta a dalai lámát, hogy elárulta Tibet déli részét India részére.

### „Pedofília”-vád
2023 áprilisában látott napvilágot egy videó, amelyen a vallási vezető egy kisfiúval látható. A gyermek először a vallási vezető arcára ad egy puszit, majd viszonzásként megöleli. Ezt követően a szájára mutat, ahová a fiúcska ismét puszit adott. Ezt követően a dalai láma azt mondta, hogy „És most szopogasd a nyelvem". Ezután kiöltötte a nyelvét, majd egymáshoz érintik homlokaikat. A fiú is kiöltötte a nyelvét és gyorsan vissza is húzta. A láma ekkor mellkason érintette és nevetett. A jelenet sokakat megbotránkoztatott, napokig a média egyik beszédtémája volt.  Egy tibeti vallási vezető megvédte a dalai lámát, akinek tetteit szerinte nem jól értelmezték és a videó terjesztésével Kína-barát erőket gyanúsított. A dalai láma ezt követően bocsánatot kért ártatlan és játékos viselkedéséért.

## Filmek róla
- Martin Scorsese: Kundun, 1997
- Jean-Jacques Annaud: Hét év Tibetben (Seven Years in Tibet), 1997
- Jochen Breitenstein: Der Ring des Buddha, 2001
- Werner Herzog: Rad der Zeit, 2004
- Rick Ray: 10 Questions for the Dalai Lama, 2006
- Khashyar Darvich: Dalai Lama Renaissance, 2008 – narrátor: Harrison Ford

## Könyvek róla
- Roland Barraux: A dalai lámák története. Tizennégy fénysugár a Látomások taván, Budapest, Ferenczy, 1995, ISBN 963-825-843-8
- Mayank Chhaya: A Dalai Láma. Az ember, a szerzetes, a misztikus, Budapest, Trivium Kiadó, 2008, ISBN 978-963-971-135-8
- Glenn H. Mullin: A tizennégy Dalai Láma. A reinkarnáció szent öröksége, Budapest, JLX Kiadó, 2011, ISBN 978-963-305-297-6
- Daniel Goleman: A jóság hatalma. A dalai láma látomása az emberiségről; ford. Tóth Zsuzsanna; Libri, Budapest, 2015
- Alexander Norman: A dalai láma. Az egyetlen hiteles életrajz; ford. Nagy Mátyás; Cartaphilus, Budapest, 2020

## Könyvek
A dalai láma nevével fémjelzett műveket nem minden esetben írta ténylegesen a dalai láma. Neki tulajdonítják a vele készített interjúkból, előadásaiból és idézeteiből készített könyveket is. A hivatalos weboldalán szereplő listából három életrajzi (My Land and My People, Száműzetésben – szabadon, My Spiritual Journey), hat idézetes könyv (Love, Kindness and Universal Responsibility, Út a nyugalomhoz, The Little Book of Buddhism, The Little Book of Wisdom, Pocket Dalai Lama, 365 – Dalai Lama Daily Advice from the Heart), négy a vallásharmóniáról (The Good Heart – A Buddhist Perspective on the Teachings of Jesus, Spiritual Advice for Buddhists and Christians, Toward a True Kinship of Faiths, My Appeal to the World), öt a világi etika témájában (Ősi bölcsesség, modern világ, The Dalai Lama's Book of Wisdom, A béke szellemében, A szeretet kiterjesztése, Túl a valláson). A Mind and Life intézet kapcsán 15 könyv jelent meg (MindScience – An East – West Dialogue, Gentle Bridges, Worlds in Harmony, Sleeping, Dreaming and Dying, A boldogság művészete – Kézikönyv az élethez, A boldogság művészete a munkában, A boldogság művészete felfordult világunkban, Consciousness at the Crossroads, Buddha Heart, Buddha Mind, Healing Emotions, Romboló érzelmek, A Force For Good, New Physics and Cosmology, Dalai Lama at MIT, Emotional Awareness). 31 könyv témáját képezi előadás, interjú, cikkek vagy egyéb beszélgetések. Nem meglepő módon a könyvek többségének a témája a tibeti buddhizmus. Ezek közül hét tekinthető általános jellegű bemutatásnak (A bölcsességszem felnyitása, Kindness, Clarity and Insight, Opening of the Eye of New Awareness, My Tibet, The Global Community and the Need for Universal Responsibility, Heart of Compassion, The Universe in a Single Atom). Több mint húsz könyv foglalkozik klasszikus tibeti buddhista irodalmi szövegmagyarázattal. Ezek közül kiemelkedik Congkapa, Nágárdzsuna, Santidéva és a korábbi dalai lámák alakjai. A megjelent könyvek alapján a dalai láma legkedvesebb témái az együttérzés, a buddhista meditáció, a vallásharmónia és a tibeti buddhista hagyományok.

## Magyarul megjelent művei
- Őszentsége, Tenzin Gyamco, a XIV. dalai láma: Emberséggel a világbékéért; ford. Kiss Attila; Magyarországi Karma-Kagyüpa Közösség, Budapest, 1991
- Tenzin Gyatso: Tibeti buddhizmus; ford., jegyz., utószó Váncsa István; Pesti Szalon, Budapest, 1992
- Száműzetésben – szabadon. A tibeti dalai láma önéletírása; ford. Horváth Z. Zoltán, szerk. Sári László; Írás, Budapest, 1992
- Tenzin Gjaco: A tibeti buddhizmus; ford. Virágh Szabolcs; Magyarországi Nyingmapa Közösség–A Tan Kapuja Buddhista Egyház, Budapest, 1994 (Dharma-füzetek)
- Őszentsége, a dalai láma–Howard C. Cutler: A boldogság művészete. Kézikönyv az élethez; ford. Süle Gábor; Trivium, Budapest, 2000
- Ősi bölcsesség, modern világ. Erkölcsi gondolatok az új évezredre; ford. Barkóczi András; Európa, Budapest, 2000
- Út a nyugalomhoz. Mindennapi tűnődések. Őszentsége, a dalai láma korunkról, jövőnkről, esélyeinkről; ford. Sári László; Írás, Budapest, 2001
- Őszentsége, a dalai láma–Howard C. Cutler: A boldogság esszenciája. Útmutató az élethez; ford. Frigyik László; Trivium, Budapest, 2003
- Nyitott szívvel. A szeretet és könyörületesség gyakorlása a mindennapokban; szerk. Nicholas Vreeland, utószó Khyongla Rato, Richard Gere írta, ford. Frigyik László; Trivium, Budapest, 2003
- A könyörület ereje. Őszentsége a XIV. Dalai Láma tanításainak gyűjteménye; ford. Szántai Zsolt; Szukits, Szeged, 2003 (Szabad szellemeknek)
- Út az értékes élethez. Lelki gyakorlatok; szerk. Jeffrey Hopkins, ford. Lazaridisz Szotiriszné; Forever, Pilisszentiván, 2003
  - (Spirituális gyakorlatok. Út az értékes élethez címen is)
- A bölcsességszem felnyitása; ford. Zsélyi Ferenc; Édesvíz, Budapest, 2004
- Őszentsége, a dalai láma–Howard C. Cutler: A boldogság művészete a munkában; ford. Frigyik László; Trivium, Budapest, 2004
- Daniel Goleman: Romboló érzelmek. Hogyan legyünk úrrá rajtuk? Tudományos beszélgetések a Dalai Lámával; ford. Tótisz András; Trivium, Budapest, 2005
- Tenzin Gyaco Őszentsége XIV. dalai láma: Egyetemes felelősségtudat; ford. Szántai Zsolt, versford. Szegedi Mónika; Milarepa Tibeti Kultúra Központ–Trajan, Budapest, 2005
- A tudat átalakítása; ford. Szántai Zsolt; Szukits, Szeged, 2005
- A mulandóságról. Szabadulj meg félelmeidtől, és élj jobb életet!; ford. Lovasi Gábor; Édesvíz, Budapest, 2006
- Thomas Laird: Tibet története. Beszélgetések a dalai lámával; ford. Leyrer Ginda; Trivium, Budapest, 2007
- A bölcsesség óceánja. Idézetek őszentsége a XIV. dalai lama műveiből; összeáll., ford. Szántai Zsolt; Trajan, Budapest, 2007 (Napkelet útjain sorozat)
- Őszentsége a dalai láma–Victor Chan: A megbocsátás bölcsessége. Bensőséges beszélgetések és utazások; ford. Veszprémi Krisztina; Ursus Libris, Budapest, 2008
- Boldogság, béke, harmónia. Őszentsége Tendzin Gjaco, a XIV. dalai láma gondolatai; ford. Árokszállásy Zoltán; Könyvfakasztó, Budapest, 2008
- Mahátma Gandhi–Őszentsége a XIV. Dalai Láma: Erőszakmentesség és együttérzés; ford. Barcza Zoltán; Cartaphilus, Budapest, 2008 (A tibeti hagyomány könyvei)
- Catherine Barry: A dalai láma üzenete a nőkhöz; ford. Bárdos Miklós; Könyvfakasztó, Budapest, 2009
- Dzogcsen. A nagy teljesség szívlényegisége. Őszentsége a Dalai Láma által Nyugaton adott dzogcsen tanítások; ford. Vaszi "Urgyen" Sándor, Csontos Éva, előszó Szogyál Rinpocse; Rejuv Bt.–Oddijána, Budapest, 2009
- A dalai láma Szív Szútra tanítása; ford. Vermes Paula; Bódhiszattva, Budapest, 2010
- Őszentsége a dalai láma–Howard C. Cutler: A boldogság művészete felfordult világunkban; ford. Tótisz András; Trivium, Budapest, 2010
- A boldogság keresése mai zavaros világunkban. Prágában, 2011-ben elhangzott előadás szerkesztett változata; Buddhista Meditációs Központ–Magyarországi Karma Kagyüpa Buddhista Közösség, Bp.–Tar, 2012
- A meditáció szakaszai; ford. Cziczelszky Judit; Édesvíz, Budapest, 2012
- Túl a valláson; ford. Dudik Annamária Éva; Noran Libro, Budapest, 2013
- Őszentsége, a Dalai Láma–Laurens van den Muyzenberg: A vezető útja. Üzlet, buddhizmus és boldogság szoros összefüggésekkel teli világunkban; ford. Varga Csaba Béla; Trivium, Budapest, 2014
- Tiszta fényű tudat. Tanácsok a helyes életvitelhez és a tudatos meghaláshoz; ford. Agócs Tamás; Helikon, Budapest, 2014
- Őszentsége, a Dalai Láma–Ueda Norijuki: Út a béke felé. Gondolatok a szeretetről, a haragról és a helyes cselekvésről; ford. Varga Csaba Béla; Trivium, Budapest, 2015
- A szeretet kiterjesztése. A szeretetkapcsolatok körének kiszélesítése; ford. Agócs Tamás; Helikon, Budapest, 2015
- A Dalai Láma könyve a szeretetről és a szerető együttérzésről; ford. Csörgő Tamás; Buddhista Meditációs Központ–Magyarországi Karma Kagyüpa Buddhista Közösség, Bp.–Tar, 2016
- Douglas Abrams: Az öröm könyve. Őszentsége, a Dalai Láma és az emberjogi aktivista, Desmond Tutu érsek beszélgetése; ford. Illés Róbert; Helikon, Budapest, 2016
- Spirituális gyakorlatok. Út az értékes élethez; ford. Bus András; Szenzár, Budapest, 2017
  - (Út az értékes élethez. Lelki gyakorlatok címen is)
- Buddhizmus és miszticizmus. A tanítások esszenciája; előszó Robert Thurman, szerk. Renuka Singh, ford. Békési József; Gabo, Budapest, 2018
- Az univerzum egyetlen atomban. A tudomány és a spiritualitás kapcsolata; ford. Barcza Zoltán; A Tan Kapuja–Bódhiszattva, Budapest, 2021 (Buddhizmus és tudomány)

## Videófelvételek
- Bevezetés a tibeti buddhizmusba 1. rész Archiválva 2016. június 4-i dátummal a Wayback Machine-ben (magyarul)
- Bevezetés a tibeti buddhizmusba 2. rész[halott link] (magyarul)
- Csenrézi[halott link] (magyarul)
- Együttérzés: A boldogság művészete[halott link] (magyarul)